# Architecture nabatéenne
L'architecture nabatéenne (en arabe : اَلْعِمَارَةُ النَّبَطِيَّةُ, al-ʿimarah al-nabatiyyah) désigne les traditions de construction des Nabatéens, un ancien peuple arabe qui habitait le nord de l'Arabie et le sud du Levant. Leurs établissements, dont le plus important est la capitale présumée de Raqmu (l'actuelle Pétra, en Jordanie), ont donné le nom de Nabatène (Ναβατηνή / Nabatēnḗ) à la région frontalière arabe qui s'étendait de l'Euphrate à la mer Rouge. Leur style architectural est remarquable pour ses temples et ses tombeaux, dont les plus célèbres sont ceux de Pétra. Le style semble être un mélange d'influences mésopotamiennes, phéniciennes et hellénistiques modifié pour s'adapter au goût architectural arabe. Pétra, la capitale du royaume nabatéen, est aussi célèbre aujourd'hui qu'elle l'était dans l'Antiquité pour ses remarquables tombes et temples taillés dans la roche. La plupart des vestiges architecturaux nabatéens, datant du Ier au IIe siècle, sont très visibles et bien conservés, avec plus de 500 monuments à Pétra, dans l'actuelle Jordanie, et 110 tombes bien conservées dans le paysage désertique de Hégra, aujourd'hui en Arabie saoudite. Une grande partie de l'architecture qui subsiste a été taillée dans les falaises rocheuses (en), de sorte que les colonnes ne supportent rien et sont utilisées à des fins purement ornementales. Outre les sites les plus célèbres de Pétra, il existe également des complexes nabatéens à Obodas (Avdat) et des complexes résidentiels à Mamshit (Kurnub) ainsi qu'un site religieux d'et-Tannur.
Les réalisations des Nabatéens en matière de technologie hydraulique ont forgé la puissance et l'augmentation du niveau de vie des habitants de la capitale de l'ancien royaume nabatéen. Citée parmi les plus puissantes de l'Arabie préislamique, Pétra ne tient pas sa renommée et sa prospérité uniquement par ses édifices creusés et sculptés dans les rochers des montagnes environnantes ; c'est surtout grâce à son extraordinaire système hydraulique, construit au fil des siècles, que Pétra a pu se développer au milieu d'un désert inhospitalier et devenir un carrefour stratégique pour qui se trouvait à mi-chemin entre l'ouverture du golfe d'Aqaba et la mer Morte, à un point où la route de l'encens d'Arabie à Damas était croisée par la route terrestre de Pétra à Gaza. Cette position permettait aux Nabatéens de contrôler le commerce le long de la route de l'encens.
Bien que le royaume nabatéen soit devenu un État client de l'Empire romain au premier siècle avant J.-C., c'est seulement en 106 qu'il perd son indépendance. Pétra tombe aux mains des Romains, qui annexent Nabatène et la rebaptisent Arabia Petraea. L'importance de Petra décline avec l'apparition des routes commerciales maritimes. Le tremblement de terre de l'année 363 met fin au développement de la ville et à l'entretien du réseau hydraulique qui a survécu à l'époque de la domination romaine, principalement les réservoirs de stockage et les aqueducs, dont une partie a été détruite et ne permet plus d'acheminer l'eau vers les différents bâtiments et les thermes partiellement détruits. À l'époque byzantine, plusieurs églises chrétiennes sont construites, mais la ville continue à décliner, et au début de l'ère islamique, elle est abandonnée, à l'exception d'une poignée de nomades. Elle demeure oubliée (sauf localement) jusqu'à sa redécouverte en 1812 par Jean Louis Burckhardt,,.

## Types d'architecture nabatéenne

### Architecture religieuse

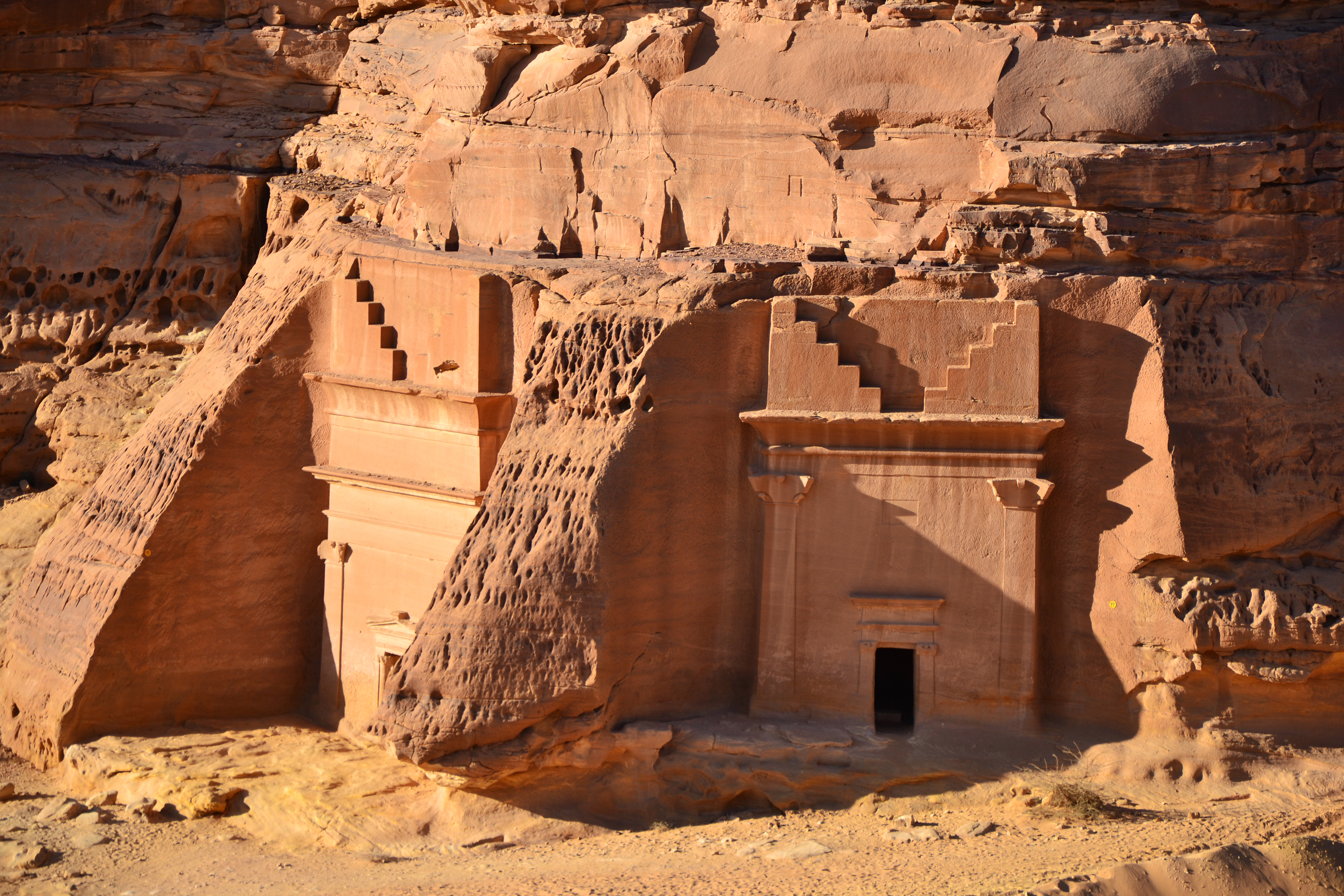
La région de Khuzaymat Al-Khuraimat, au sud-ouest d'Al-Hijr, contient 53 lieux de sépulture répartis sur neuf montagnes.

L'architecture religieuse était surtout représentée par les temples nabatéens, représentés par plusieurs modèles architecturaux construits en fonction des rituels de culte nabatéens, notamment le Grand Temple et le Temple des Lions ailés,.
Les Nabatéens disposaient de nombreux lieux de pratique religieuse et de culte. Connus sous le nom de « hauts lieux », les sanctuaires, les temples et les autels étaient généralement des structures en plein air placées au sommet de montagnes voisines. Ces lieux, répartis dans tout le royaume nabatéen, étaient dédiés au culte du ou des mêmes dieux, mais la manière dont ils pratiquaient ce culte variait d'un site à l'autre. Les offrandes allaient des biens matériels et des aliments aux sacrifices vivants d'animaux, voire d'humains. Le royaume nabatéen peut être divisé en cinq régions religieuses, chacune contenant des lieux d'importance religieuse : Néguev et Hedjaz, le Hauran, la Jordanie centrale, la Jordanie méridionale et enfin le nord-ouest de l'Arabie saoudite. Tous les sites religieux de ces régions sont dans des états de conservation variables, ce qui rend difficile de savoir quelles divinités étaient adorées dans des sanctuaires, autels et temples spécifiques. Il est également difficile de connaître les spécificités des pratiques culturelles, ce qui signifie que des spéculations éduquées peuvent être faites,.

### Néguev et Hedjaz

#### Sobata
Située à environ 40 km au sud-ouest de Beersheba, la ville de Sobata est l'une des principales villes du royaume nabatéen. Très peu de vestiges archéologiques de toute forme de culte nabatéen, de temples, de sanctuaires ou d'autels ont été découverts. Une petite quantité de preuves a été trouvée pour le culte de Dusarès,.

#### Avdat
Le complexe de bâtiments connu sous le nom de Temple d'Oboda se trouve sur l'acropole de la ville. Le temple a été construit comme une dédicace au roi nabatéen déifié Obodas Ier. Le temple est adjacent à l'est de deux autres bâtiments : une chapelle chrétienne et un second temple connu sous le nom de « temple occidental ». Le temple dédié au culte d'Obodas le Roi a été construit en pierre dure en l'an 9 avant notre ère, sous le règne d'Obodas II. Le temple est une structure tripartite : il se compose d'un porche, d'un hall et d'un adytum ; ses dimensions globales sont de 14 × 11 m. Le bâtiment était divisé en quatre pièces. La première et la deuxième pièces sont des subdivisions inégales de l'adyton (debir), la première pièce est la pièce orientale, la plus petite des deux, mesurant 3 × 4 m. La deuxième pièce était la pièce occidentale, la plus grande des deux, mesurant 5 × 4 m.
La troisième pièce était la salle (hekhal), une forme oblongue mesurant 8 m, qui est maintenant complètement couverte par un Talus (en). La quatrième pièce est le porche ('ulam) divisé en deux compartiments : l'un orienté vers l'ouest mesurant environ 4 × 4 m et l'autre orienté vers l'est mesurant environ 4 × 4,5 m étaient séparés par un mur de 60 cm. Un adorateur entrait par le porche, qui fait face au sud, traversait le hall jusqu'aux pièces de l'adytum à l'extrémité nord. L'adorateur se tournait ensuite vers le sud pour vénérer les images des divinités placées dans des niches du mur. La pièce occidentale contenait deux niches qui pouvaient contenir les images de deux dieux nabatéens, Allat et Dushura. L'autre pièce contenait une niche unique plus grande où l'on pense que l'image défiée d'Obodas le Roi était adorée. Le temple a été construit pour être son lieu de repos éternel et le centre de culte pour son culte.

#### Rawwafah
Situé à 300 km de Pétra, un seul temple de style nabatéen a été découvert. L'inscription sur le linteau date le temple d'après la chute du royaume nabatéen.

#### Mamshit
Mamshit est un ancien relais caravanier nabatéen et une ville byzantine. À l'époque nabatéenne, Mamshit était une station importante sur la route de l'encens, qui reliait l'Arabie méridionale aux ports méditerranéens en passant par Edom, l'Arabah et Ma'ale Akrabim, ainsi qu'à Jérusalem via Beersheba et Hébron. La ville couvre40 000 m2 et est la plus petite mais la mieux restaurée des villes anciennes du désert du Néguev. Les maisons autrefois luxueuses présentent une architecture inhabituelle que l'on ne trouve dans aucune autre ville nabatéenne.
La ville reconstruite donne au visiteur une idée de l'aspect de Mamshit autrefois. Des rues entières sont restées intactes, et il y a aussi de grands groupes de bâtiments nabatéens avec des pièces ouvertes, des cours et des terrasses. Les pierres sont soigneusement ciselées et les arcs qui soutiennent le plafond sont remarquablement bien construits.
Diverses villes du désert du Néguev sur la route de l'encens, dont Mamshit, Haluza, Avdat et Shivta, ont été inscrites au patrimoine mondial de l'UNESCO en juin 2005,.

### Hauran

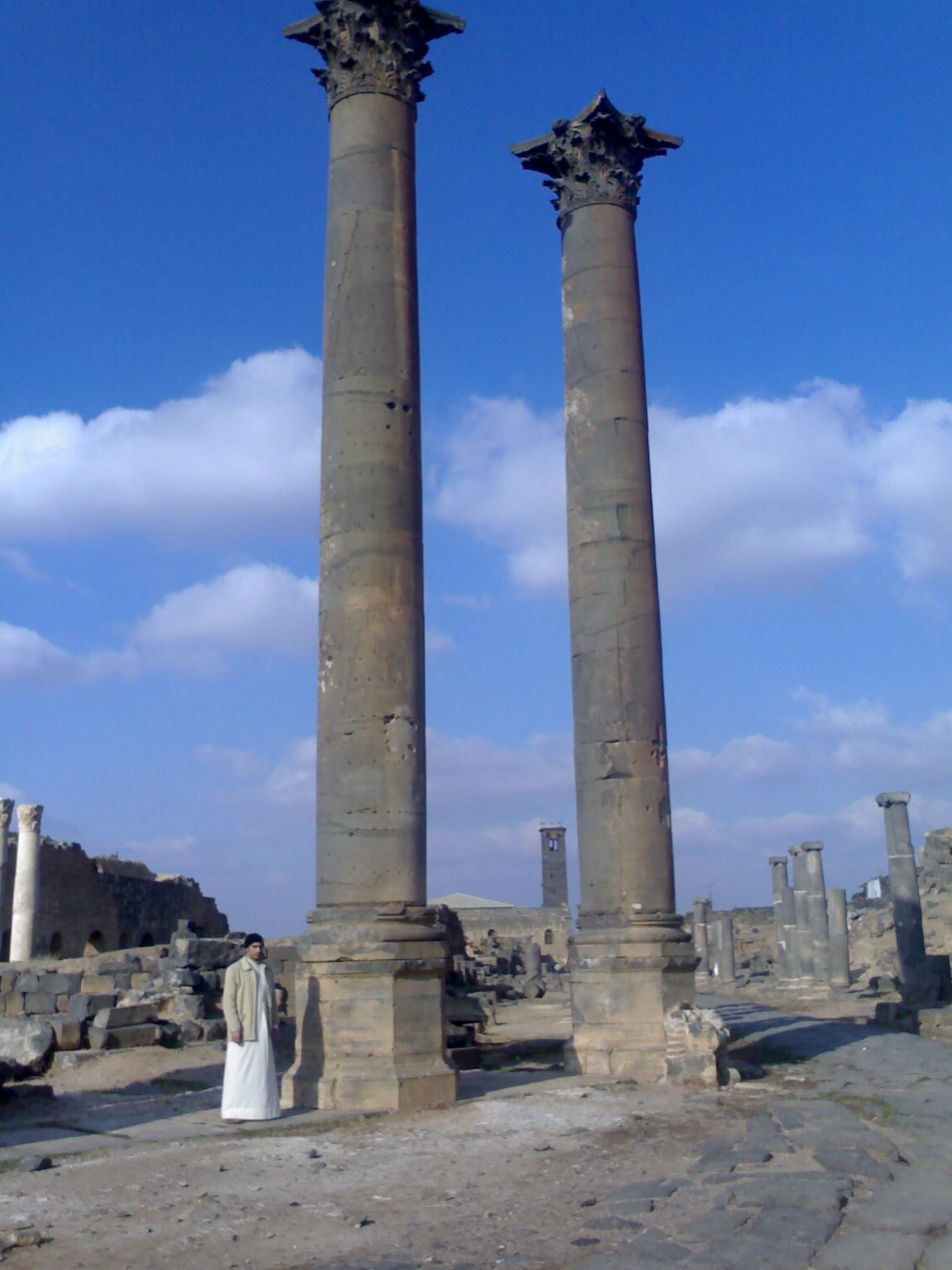
Colonnes nabatéennes colossales à Bosra, Syrie.

#### Bosra
Située dans le sud de la Syrie, Bosra était la capitale nord du royaume nabatéen. Elle possède des preuves de la présence de temples aux principaux carrefours de la ville. Au centre de la ville se trouve un complexe de temples dédiés à Dushara-A'ra. A'ra est considéré comme le dieu des rois nabatéens et de la ville de Bostra elle-même. Les constructions modernes rendent difficile la recherche de preuves archéologiques du culte nabatéen. Une inscription qui dit « C'est le mur que [...] et les fenêtres que Taymu bar [...] a construit pour [...] Dushara et le reste des dieux de Bostra » est située sur ce que l'on pense être ce temple.

#### Seeia
Situé au nord de Bostra, près de Qanaouat, le village de Seeia possède trois grands temples, le plus grand est dédié à Baalshamin. Les deux plus petits temples sont dédiés à des divinités inconnues. L'un d'eux contient une inscription à la déesse locale, Seeia, et a pu être utilisé pour la vénérer. Le complexe de temples n'est pas de conception nabatéenne, mais est un amalgame de styles de construction architecturale des cultures de la frontière nord nabatéenne.

#### Sahr et Sur
Il y a des temples de style similaire à ceux situés à Wadi Rum, Khirbet ed-Dharih et Qasrawet.

#### Al-Suweida
Il y a des temples de style similaire à ceux situés à Wadi Rum, Khirbet ed-Dharih et Qasrawet. Des inscriptions nabatéennes indiquent des cultes dédiés à Allat et Baalshamin.

### Jordanie centrale

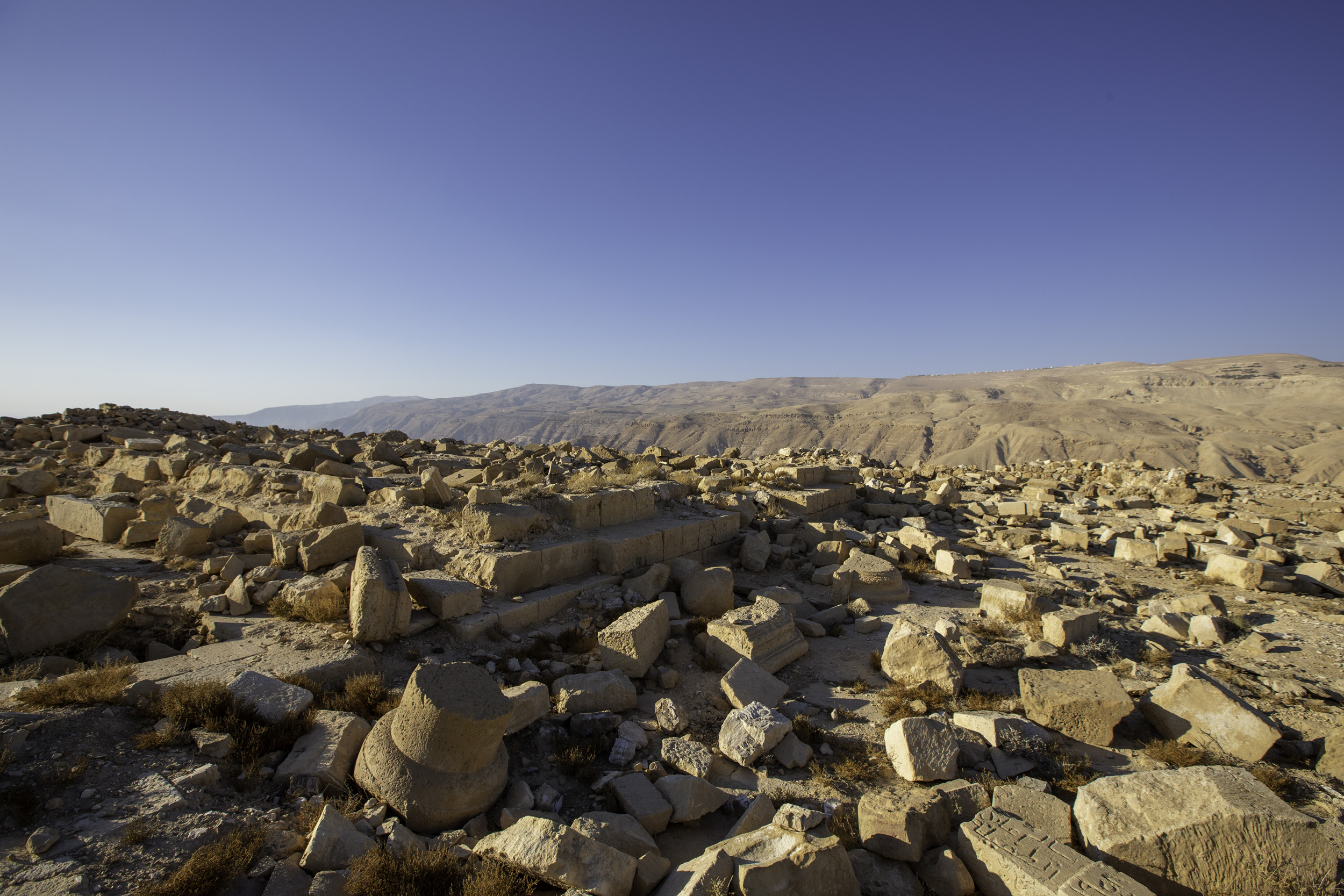
Vestiges de Khirbet et-Tannur.

#### Khirbet et-Tannur
Situé dans le centre de la Jordanie. Le temple, Haut lieu, est situé seul, au sommet du Jebal Tannur. Il n'est accessible que par un seul sentier en escalier raide. L'isolement du site peut indiquer qu'il avait une grande importance religieuse pour les Nabatéens. La porte du sanctuaire intérieur du temple est décorée de représentations de végétation, de feuillage et de fruits. Glueck les identifie comme représentant la déesse syrienne Atargatis. Le sanctuaire intérieur est décoré d'images de fruits, de poissons, de végétation, de foudres, ainsi que de représentations de divinités. Glueck attribue ces iconographies au dieu mésopotamien de l'orage Hadad, mais Tyché et Nike sont également représentés. Starckly note que le seul dieu nommé est le dieu météorologique Édomite, Qôs. Une inscription sur une stèle du site le désigne comme le dieu d'Hurawa,.

#### Khirbet ed-Dharih
Situé à 7 km au sud de Hurawa, le temple de Khirbet ed-Dharih est étonnamment bien conservé. Le complexe du temple est entouré d'une cour extérieure et d'une cour intérieure, avec un chemin pavé menant aux portiques. Il y a aussi des bancs qui forment un théatre. Le temple lui-même est divisé en trois sections, dans un grand vestibule ouvert. De là, on accède à la cella, qui était peinte de couleurs riches et vives. À l'arrière de la cella se trouvait le motab et le bétyle, un podium carré flanqué d'escaliers qui était le siège du divin. Malgré son bon état, on ne sait pas quel dieu aurait été adoré ici.

### Jordanie méridionale

#### Pétra
Capitale du royaume nabatéen aux alentours de 312 avant J.-C, Pétra est célèbre pour sa merveilleuse architecture taillée dans la roche. Située dans les montagnes de Shara, Dusarès était le principal dieu masculin accompagné de la trinité féminine : Al-'Uzzá, Al-Lat et Manat,. Une stèle dédiée au dieu édomite Qôs est située dans la ville. Les Nabatéens vénéraient des dieux et des déesses arabes préislamiques, ainsi que des rois déifiés, comme Obodas Ier. La disposition et la conception des temples montrent une influence de l'architecture des temples romains, grecs, égyptiens et perses. Les temples de Qasr al-Bint et des Lions ailés en sont des exemples. Le podium du temple du Lion ailé abritait l'autel, où les sacrifices étaient effectués, ou le bétyle de la divinité adorée. Sur la base des idoles et de l'imagerie trouvée dans le temple du lion ailé, il est théoriquement dédié à Dusarès. Le Haut lieu est situé au sommet des montagnes qui entourent Petra. Utilisé comme lieu pour offrir des cadeaux et sacrifier des animaux, voire des humains, aux dieux, le Haut lieu se compose d'un bassin pour recueillir l'eau, de deux autels et d'une grande cour ouverte.

#### Hawara
Un temple avec une voie processionnelle de 20 m de long qui mène à une cour avec une vue sur le Jebel Qalkha est trouvé dans cette région. La conception des Betyls ainsi que les restes d'offrandes indiquent le possible culte de Dusarès, peut-être même de Jupiter.

#### Wadi Ram
Sanctuaire rupestre d'Ayn esh-Shallaleh situé derrière le temple d'Al-Lat. Il possède des bétyles et niches de culte à Dusarès et Baalshamin.

### Arabie saoudite du nord-ouest
Madâin Sâlih (ou Hegra) est un site archéologique situé dans la région d'Al-'Ula au sein de la province de Médine dans le Hedjaz, en Arabie saoudite. La majorité des vestiges datent du royaume nabatéen (Ier siècle). Le site constitue la colonie la plus méridionale du royaume et sa deuxième plus grande ville après Petra (aujourd'hui en Jordanie), sa capitale. On trouve également des traces d'occupation lihyanite et romaine avant et après la domination nabatéenne, respectivement. Un cercle rituel cultuel au sommet de la montagne Jibel Ithlib repose sur un affleurement rocheux. De petits bétyles et des niches de culte à d'autres dieux apparaissent autour du site de Jibel Ithlib. L'inscription « Seigneur du Temple » peut faire référence à Dushara. Cultes de Marseha situés ici,.

### Architecture résidentielle
Les bâtiments résidentiels comprennent des palais, de grandes maisons urbaines, des maisons rurales et de simples petites maisons généralement fabriquées à partir des matériaux locaux trouvés dans la région,. Relativement peu de recherches archéologiques ont été effectuées dans les zones résidentielles de Pétra. Les travaux effectués dans la zone az-Zantur de Pétra ont indiqué qu'il y a eu une évolution de l'habitat non permanent (tentes) vers des structures construites, la sédentarisation ne s'étant produite que progressivement et les tentes coexistant avec des demeures seigneuriales même dans les phases ultérieures de l'évolution. Même la demeure nabatéenne az-Zantur, bien étudiée, construite en pierre et richement décorée, se composait d'une somptueuse aile de représentation, avec des stucs occidentaux et des fresques, et d'une simple aile résidentielle. Il y avait également des grottes utilisées à des fins résidentielles. La zone résidentielle de Hegra est située au milieu de la plaine, loin des affleurements. Le principal matériau de construction des maisons et du mur d'enceinte était la brique crue séchée au soleil. Il reste peu de vestiges de la zone résidentielle.

### Espace public
Les monuments de Pétra sont un exemple bien connu de ce type d'utilisation de l'architecture nabatéenne, ces œuvres architecturales comprennent tous les types de bâtiments publics en plus des bâtiments privés. Les éléments architecturaux de la zone urbaine de Pétra ont été construits selon le plan urbain général de la ville, les rues principales ayant été influencées par les plans urbains romains. Ces lieux divisaient la ville en deux moitiés, toutes deux alignées avec la vallée, les ingénieurs nabatéens ont également construit plusieurs canaux sous le sol des rues.
Un peu plus loin du Trésor, au pied de la montagne appelée en-Nejr, se trouve un théâtre massif, placé de manière à mettre en évidence le plus grand nombre de tombes. À l'endroit où la vallée s'ouvre sur la plaine, le site de la ville se révèle d'un effet saisissant. Lors de sa construction, le théâtre a été taillé dans la colline et dans plusieurs des tombes. Des espaces rectangulaires dans les gradins sont encore visibles. Il est presque entouré sur trois côtés par des parois de montagne de couleur rose, divisées en groupes par de profondes fissures et bordées de bosses taillées dans la roche en forme de tours. On dit que le théâtre pouvait accueillir environ 8 500 personnes. Les spectacles auxquels le public pouvait assister ici étaient des lectures de poésie et des drames. On dit que des combats de gladiateurs s'y tenaient également et qu'ils attiraient le plus de public, bien qu'aucun gladiateur n'ait pu gagner en popularité ou en renommée en raison du taux de mortalité élevé qui en découlait. Le théâtre est l'une des nombreuses structures de Pétra qui ont subi des dommages importants lors du séisme de 363 en Galilée.
Le complexe de piscines et de jardins de Pétra (en) est une série de structures dans le centre de la ville. À l'origine, on disait qu'il s'agissait d'une zone de marché, mais les fouilles sur le site ont permis aux chercheurs d'identifier qu'il s'agissait d'un jardin nabatéen élaboré, qui comprenait une grande piscine, une île-pavillon et un système hydraulique complexe,,.

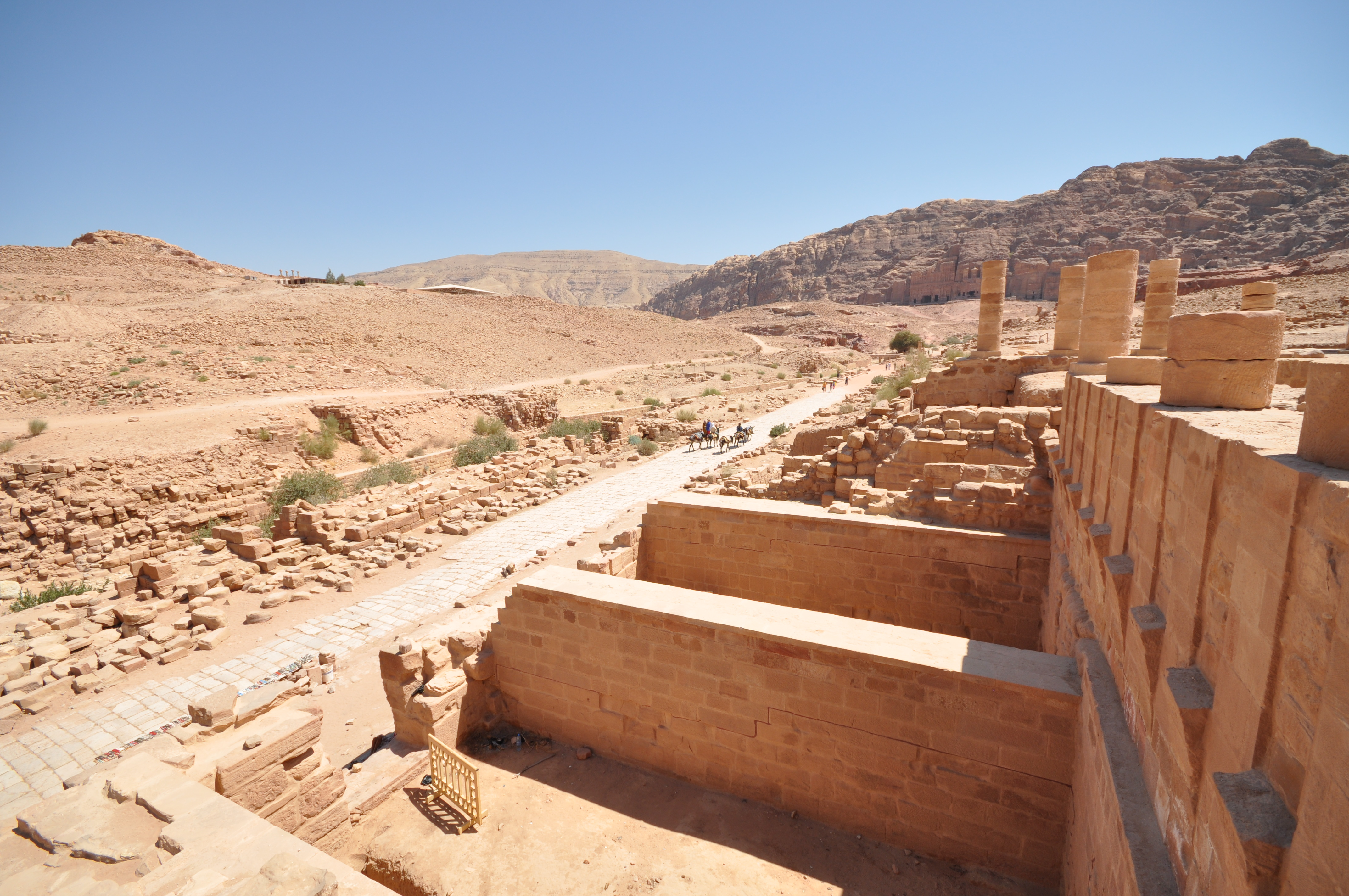
Le.

Devant le Petra Pool and Garden Complex, se trouve la rue à colonnades, qui est l'un des rares artefacts de Petra à avoir été construit plutôt que naturel. Cette rue abritait un nymphée en demi-cercle, aujourd'hui en ruines en raison d'une inondation soudaine, et le seul arbre de Pétra. Cela devait être un symbole de l'atmosphère paisible que les Nabatéens ont pu construire à Pétra. Une fois que les Romains ont pris le contrôle de la ville, la rue Colonnade a été rétrécie pour faire place à une promenade latérale, et 72 colonnes ont été ajoutées de chaque côté.

### Architecture funéraire
Les monuments funéraires étaient représentés par des tombes royales sculptées et des tombes construites en pierre de taille. Les Nabatéens accordaient une grande attention à leurs tombes, ce qui se reflète dans leur architecture, dans laquelle de nombreuses méthodes architecturales et artistiques de respect des morts ont été développées, ce qui suggère l'intérêt des Nabatéens pour leur vie après la mort. Parmi les monuments nabatéens les plus célèbres figurent les tombes royales sculptées. Plusieurs études archéologiques qui ont été menées sur eux ont conclu que l'ingénieur nabatéen a combiné les influences extérieures des civilisations arabes et non arabes voisines avec le style architectural nabatéen. Beaucoup de ces tombes peuvent être vues à différents endroits dans et autour de Petra, en particulier sur le chemin avant d'atteindre le Sîq. Parmi les célèbres monuments funéraires de Pétra, on trouve : La tombe de l'obélisque, la tombe de l'urne, et la tombe à vent,.
Les tombes nabatéennes sont principalement des tombes taillées dans la roche. Elles sont créées en taillant directement dans le paysage, traditionnellement dans la roche. Les tombes creusées dans la roche sont les plus fréquemment découvertes sur les sites archéologiques nabatéens. Près de 900 tombes taillées dans la roche ont été découvertes à Petra et à Hégra. Les tombes nabatéennes sont une fusion des styles hellénistique et romain ainsi qu'une création progressive du style nabatéen. Certaines présentent des caractéristiques d'influence grecque évidente, comme les frontons, les entablements à métopes et à triglyphes, et les chapiteaux. Elles étaient construites pour honorer les dieux et les dirigeants, ainsi que pour abriter les générations d'une famille spécifique. Les tombes sont généralement situées à l'intérieur de la ville. Ces tombes sont simples dans leur style mais élaborées dans leur fonction, elles comportent souvent des marches, des plates-formes, des trous de libations, des citernes, des canaux d'eau et parfois des salles de banquet. Beaucoup présentent de nombreuses icônes religieuses, des inscriptions et des sanctuaires associés à des sources, des bassins de captage et des canaux.
Les tombes crénelées étaient également populaires dans l'architecture nabatéenne. Il existe plusieurs variantes de crénelage, dont le nombre de niveaux varie. Les tombes crénelées ont été créées afin de représenter des fortifications, créant un symbole de villes, de force, de puissance militaire. Plus tard, sous les Perses achéménides, le contexte de la fortification a été supprimé, donnant une plus grande portée à un signe de royauté et d'autorité.
Plusieurs tombes sont accompagnées d'obélisques à l'extérieur. Ce sont des monuments étroits et effilés, souvent utilisés pour représenter les Nephesh, les dirigeants spécifiques et les dieux des sociétés monolithiques. On les trouve souvent dans l'architecture proche-orientale et égyptienne.
Les tombes aux façades détaillées sont également très populaires dans la communauté nabatéenne. Il existe au total huit types de façades différentes : Pylône simple, Pylône double, Étape, Proto-Hégr, Hégr, Arc, Classique simple et Classique complexe. Le pylône simple, le pylône double, la marche, le Proto-Hegr et le Hegr sont caractérisés par des variations du motif de la patte d'oie, combinées à des éléments de l'architecture classique. Arch, Classique simple et Classique complexe ne comportent que des motifs classiques, auxquels on a donné une interprétation nabatéenne.
À Pétra, il y a une série de tombes appelées les « tombes royales ». Ces tombes sont divisées en quatre sections : la tombe de l'urne, la tombe de la soie, la tombe corinthienne et la tombe du palais. La tombe de l'Urne est construite en hauteur sur le flanc de la montagne et nécessite l'ascension d'un certain nombre d'escaliers. Il a été suggéré qu'il s'agit de la tombe du roi nabatéen Malchus II, mort en 70 apr. J.-C. À côté se trouve la Tombe de la Soie, ainsi nommée en raison de la riche couleur du grès. La tombe corinthienne est la suivante, avec des colonnes corinthiennes grecques. Enfin, la tombe du palais, dont la façade comporte trois étages distincts.

## Éléments artistiques
Peu d'exemples de peinture nabatéenne ont été conservés. La plupart sont des fragments de peintures intérieures purement décoratives. On a cependant pu démontrer qu'ils suivent le style hellénistique contemporain, dont il reste peu de peintures.
En 2010, il a été révélé qu'un biclinium, désormais connu sous le nom familier de « Maison peinte », à Siq al-Barid (surnommée la « Petite Pétra »), en Jordanie, possédait d'importantes fresques au plafond, longtemps dissimulées sous la suie des feux de camp bédouins, ainsi que d'autres inscriptions au cours des siècles suivants. Un projet de restauration de trois ans a permis de les rendre à nouveau visibles. Elles représentent, avec force détails et par le biais de divers supports, notamment des glaçures et des feuilles d'or, des images telles que des vignes et des putti associés au dieu grec Dionysos, ce qui suggère que l'espace a pu être utilisé pour la consommation de vin, peut-être avec des marchands de passage. Outre le fait qu'elles constituent le seul exemple connu de peinture figurative intérieure nabatéenne in situ, elles sont l'un des très rares exemples de peinture hellénistique encore existants, et ont été considérées comme supérieures aux imitations romaines ultérieures du style à Herculanum. Les peintures murales du Biclinium peint peuvent être regroupées en deux grandes scènes. La plus grande chambre a son mur sud décoré de stucs, créant des éléments architecturaux factices qui rappellent certaines peintures murales pompéiennes.
La pièce intérieure présente un décor peint d'un style complètement différent de celui de la pièce extérieure, plus grande. Au lieu d'un embellissement architectural, les murs et le plafond voûté de cette pièce présentent un programme complexe de vignes entrelacées, de fleurs, de personnages, de plusieurs variétés d'oiseaux locaux et d'insectes. Plusieurs érotes — petits dieux ailés associés à l'amour et parfois à la culture du vin — sont vus participant à la gestion de la viticulture, utilisant des échelles et des crochets de taille, portant des paniers de raisins récoltés et défendant les vignes contre les oiseaux charognards. Les érotes sont armés d'arcs, de flèches et de lances. Outre les vignes domestiquées et récoltées, des framboisiers sauvages et des fleurs de liseron s'enroulent dans la scène pour rendre hommage à la flore locale de l'arrière-pays nord de Petra. Les Twaissi et Abudanh ont pu identifier une figure anthropomorphe supplémentaire dans la scène en plus des érotes, qu'ils interprètent comme une représentation de la déesse égyptienne romanisée. Cependant, la scène iconographique globale et les parallèles architecturaux ailleurs dans la région de Petra donnent du poids à l'attribution de l'espace comme un centre de culte dionysiaque,,.
Outre les peintures figuratives et florales de la salle intérieure du Biclinium peint, la pièce semble avoir été embellie par un programme complexe de décorations en stuc. Des vestiges d'un entablement sont conservés sur les murs est et ouest de la pièce, et le centre de la voûte contenait autrefois un médaillon en stuc.
L'importance de ces peintures réside dans leurs éléments figuratifs, un sujet qui est souvent absent de la peinture nabatéenne conservée et d'autres médias. Alors qu'un petit fragment de visage humain a été découvert lors des fouilles du Grand Temple et que les fouilles du Temple des Lions ailés ont mis au jour d'autres fragments choisis, les fresques du Biclinium peint constituent à la fois la scène peinte la plus complète des archives archéologiques nabatéennes et la seule qui subsiste in situ. Les caractéristiques de la composition figurative, notamment les yeux en amande et les mentons ronds, ont des parallèles avec d'autres pièces de la peinture et de la mosaïque hellénistiques, tandis que les sujets floraux et fauniques sont distinctement locaux. En outre, alors que les archives archéologiques indiquent que le culte dionysiaque semble prolifique parmi l'élite nabatéenne, peu de contextes conservent des traces de cette pratique en dehors de l'architecture et de la poterie. Le Biclinium peint sert donc à fournir une touche colorée à notre compréhension de cette tradition religieuse dans le paysage cultivé et richement aride autour de Pétra.

## Gestion de l'eau

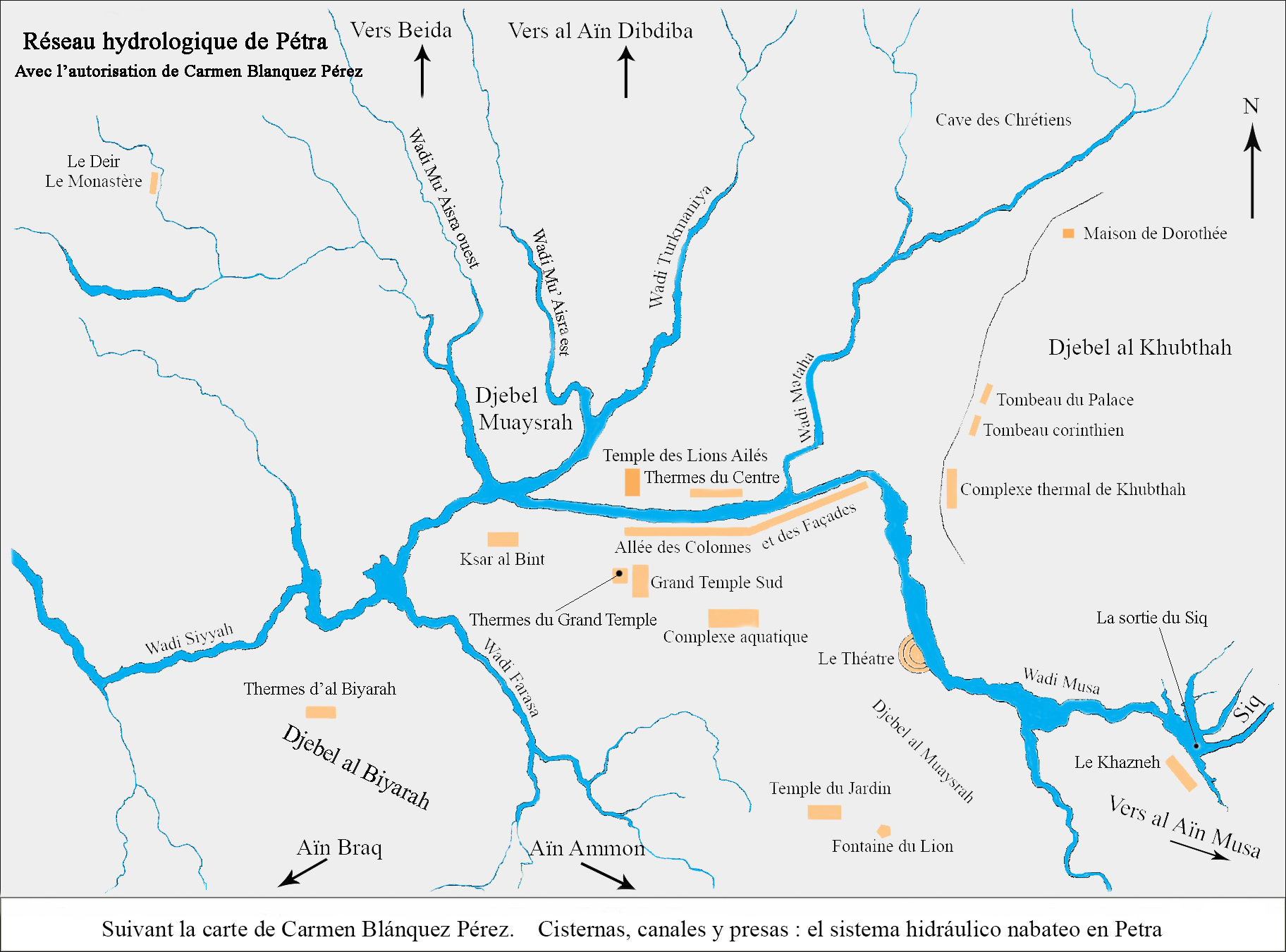
Carte montrant le réseau hydraulique de Petra.

Le système d'ingénierie de l'approvisionnement en eau est la réalisation la plus importante de la civilisation nabatéenne dans leur capitale, ce qui a rendu la vie possible dans la région sèche du désert jordanien. Ce système comprenait des méthodes de conservation de l'eau et des barrages qui recueillaient l'eau de pluie pendant l'hiver. Les Nabatéens utilisaient également un système contrôlé de canaux et de tubes d'argile pour distribuer l'eau dans toute la ville.
Les fouilles ont démontré que c'est la capacité des Nabatéens à contrôler l'approvisionnement en eau qui a conduit à l'essor de la cité du désert, créant une oasis artificielle. La région est visitée par des crues soudaines, mais les preuves archéologiques montrent que les Nabatéens contrôlaient ces inondations en utilisant des barrages, des citernes et des conduites d'eau. Ces innovations permettaient de stocker l'eau pour les périodes de sécheresse prolongées et permettaient à la ville de prospérer grâce à sa vente,.

### Hydrologie et hydraulique

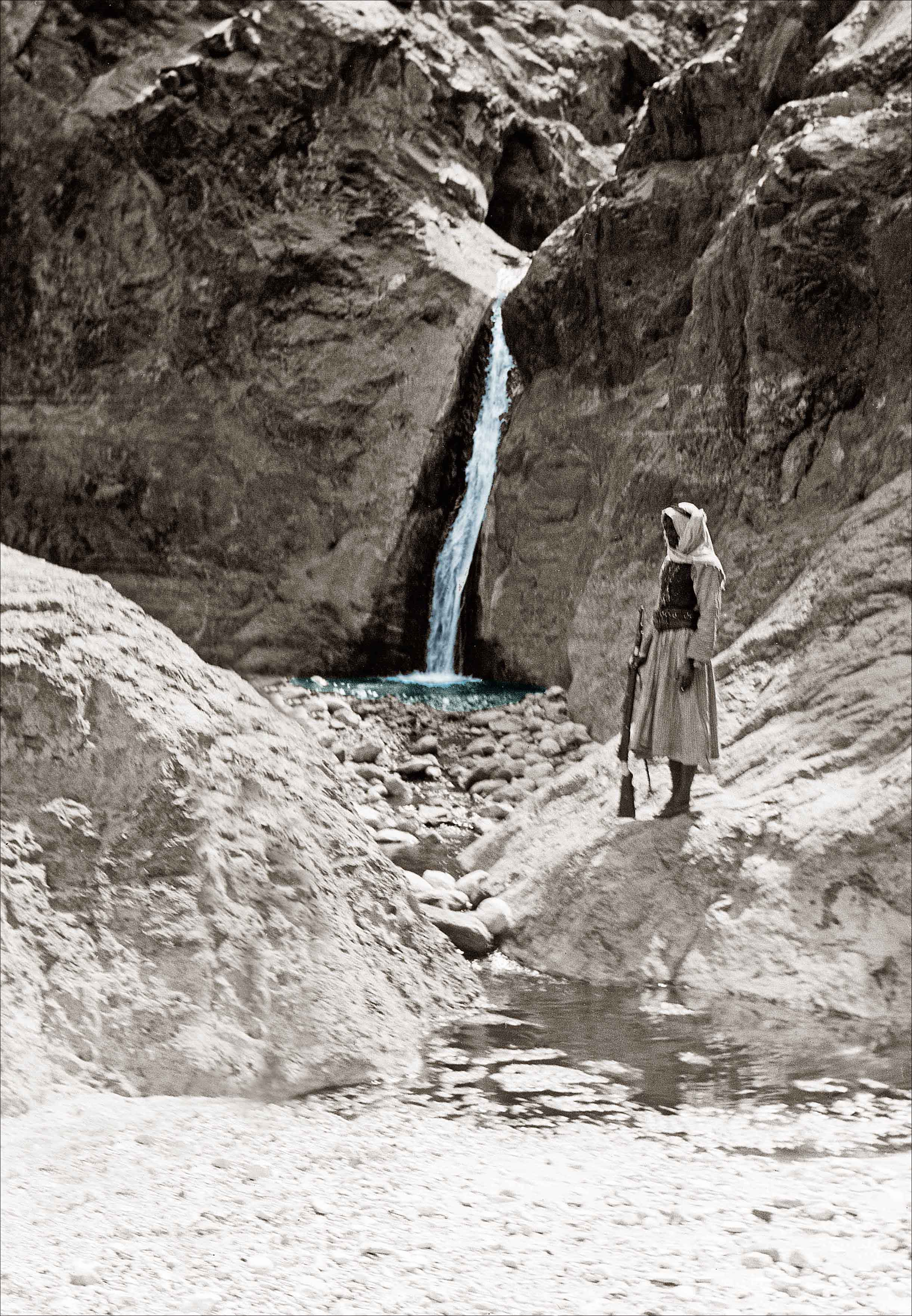
Une chute d'eau sur le Wadi Siyyagh vers 1900.

L'eau, son hydrologie et son hydraulique ont été les principaux moteurs de la ville de Pétra ; la ville est construite dans une vallée entourée de montagnes, traversée par le wadi Moussa, un torrent coulant d'est en ouest, qui divise la ville en deux et constitue sa colonne vertébrale. Strabon, géographe grec du Ier siècle av. J.-C., indique que le centre urbain dans son voyage vers l'Est et à Petra « est situé dans son ensemble sur un terrain plat et uniforme [...] protégé en cercle par des rochers abrupts et escarpés ».
Hormis quelques sources, dont certaines à faible débit, l'ensemble du site de Pétra est dépourvu de flux d'eau pérennes, insuffisants pour les besoins d'une ville qui n'a cessé de s'étendre pendant près d'un millénaire. Charles Ortloff, archéologue de l'Université de Chicago, estime qu'à son apogée, la population urbaine de Pétra atteignait 30 000 habitants. « Il faut donc faire appel aux constructions humaines pour que la vie devienne possible dans un milieu naturel où l'on manque d'eau en surface ». Pétra reçoit d'importantes quantités d'eau de pluie pendant plusieurs mois chaque année, ce qui a entraîné la construction d'installations hydrauliques permettant la collecte des eaux pluviales, de la stocker et de la distribuer afin de subvenir aux besoins de la ville,.

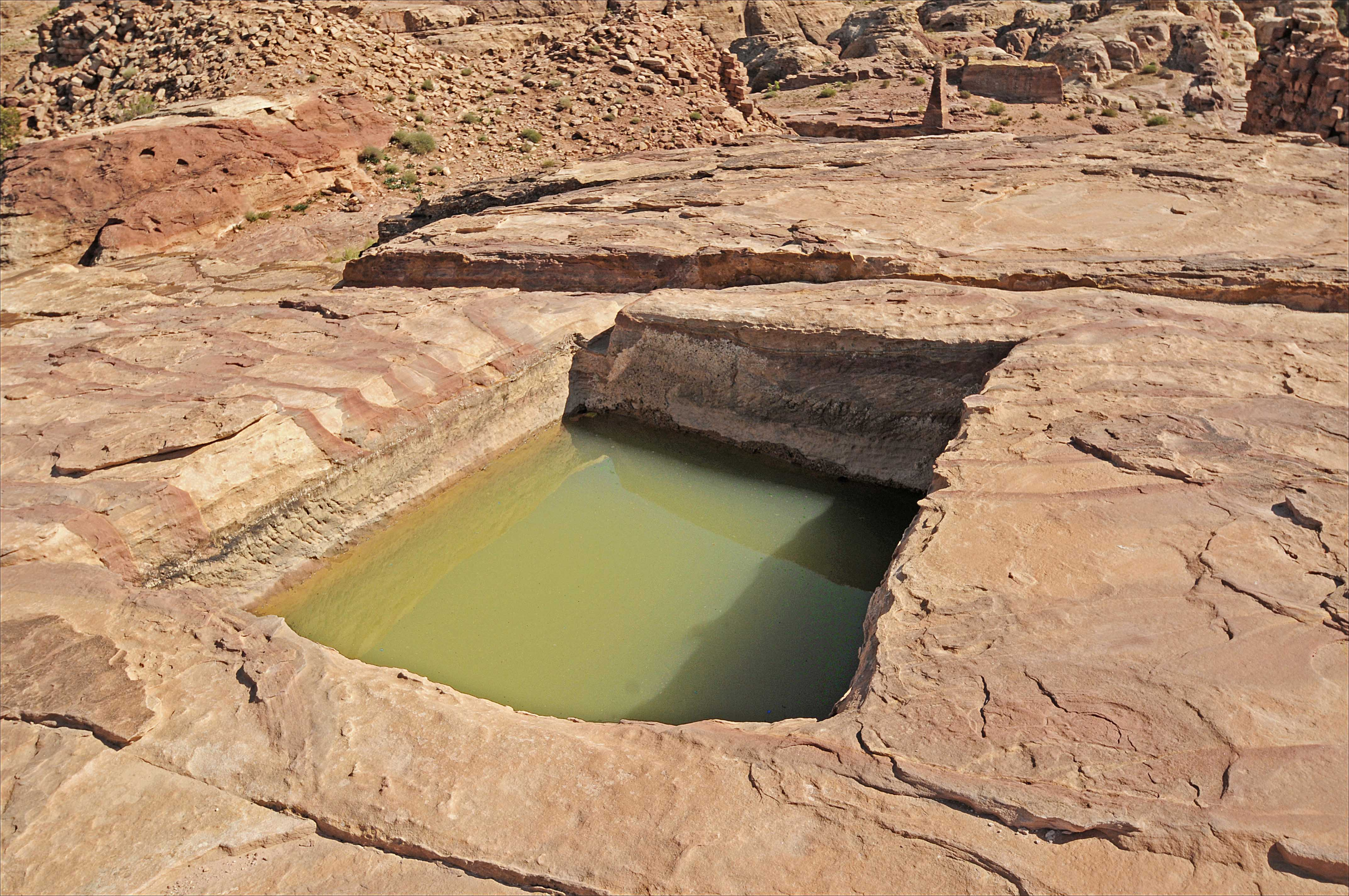
Réservoir de stockage d'eau, creusé dans le sol rocheux du désert autour de Petra.

Plusieurs montagnes, comme les montagnes Sharah qui s'élèvent à 1 550 m sur la partie ouest de la ville, possèdent plusieurs sources d'eau telles qu'Aïn Musa, Aïn Debdebeh, Aïn Umm Sar'ab, Aïn Ammon, Aïn Beidha, Aïn Bebdbeh et Aïn Braq, dont les eaux sont canalisées vers Petra. « Les solutions adoptées, les méthodes et les techniques employées, confirment que la conception hydraulique nabatéenne pouvait répondre, voire dépasser, les besoins de Pétra et étaient l'une des principales raisons de la prospérité de la ville pendant des siècles. » L'eau était rare à Pétra, surtout pendant la saison chaude et sèche de juin à septembre, lorsque les plantes, les animaux et les humains en ont le plus besoin. Les premiers travaux, réalisés avec des outils rudimentaires, étaient généralement de petite taille — citernes, tranchées, aqueducs — et effectués dans les plaines ou sur des terrains offrant une faible résistance au creusement. « Dès que l'on trouve un aménagement de quelque importance et régularité, canalisation ou bassin construit, on voit immédiatement les marques de l'hellénisme orientalisé d'abord, puis de Rome et, plus tard, celles de Byzance. »
Strabon parle aussi des eaux provenant de sources abondantes : « et la partie intérieure de la ville ayant des sources en abondance, tant pour les besoins domestiques que pour l'arrosage des jardins ». Pour capter l'eau douce des quelques sources disponibles et pour retenir les eaux torrentielles qui se déversent des montagnes dans la vallée de novembre à avril, les habitants y ont érigé au fil des siècles des structures de captage, de stockage et de distribution de ces eaux venues du ciel ou du sous-sol. On trouve ainsi plusieurs arches supportant des aqueducs étroits pour passer d'une falaise à l'autre, sans changer de niveau, et des qanats creusés dans les profondeurs de la montagne,,.
« Umm al-Biyara [la mère des citernes], est une vaste zone rocheuse qui domine la ville à l'ouest. Les nombreuses traces de citernes creusées dans le grès ou le calcaire, attribuées aux Edomites, dès le milieu du Ier millénaire av. J.-C. et probablement avant, ont généralement la forme de bouteilles, un col étroit pour l'ouverture, un élargissement de la profondeur ensuite,. » Pour la capture de l'eau, sa filtration et son stockage, son transport parfois sur de longues distances, les hydrauliciens et plombiers arabes nabatéens de Pétra se sont inspirés de techniques déjà utilisées quelques millénaires plus tôt, dans les cités de la vallée de l'Indus — Mohenjo-daro, Harappa, et celles de Jérusalem, ou pour l'approvisionnement du palais de Cnossos dans l'île de Crète. Cependant les conditions géographiques et hydrologiques de la ville, les obligent à repenser de nouvelles techniques hydrauliques, plus appropriées aux besoins des populations de Pétra telles que les populations résidentes permanentes ou simplement les caravaniers, les marchands de myrrhe et les voyageurs.
« Les moyens techniques permettant de capter et de stocker une fraction du ruissellement pluvial par le biais de barrages et de citernes, comme la construction de systèmes de contrôle des inondations, de canalisations et de canaux pour amener l'eau de sources éloignées et la gestion de ces ressources pour l'approvisionnement continu en eau de la ville, sont cruciaux pour comprendre les contributions nabatéennes à la science hydraulique [...]. Alors que le stockage de l'eau était l'une des clés de la survie de la ville, un certain nombre de sources internes et externes à la ville [...] Ain Mousa, Ain Umm Sar'ab, etc. fournissent de l'eau qui était canalisée vers la ville [...] Cela constituait la principale source d'approvisionnement en eau du centre urbain. »

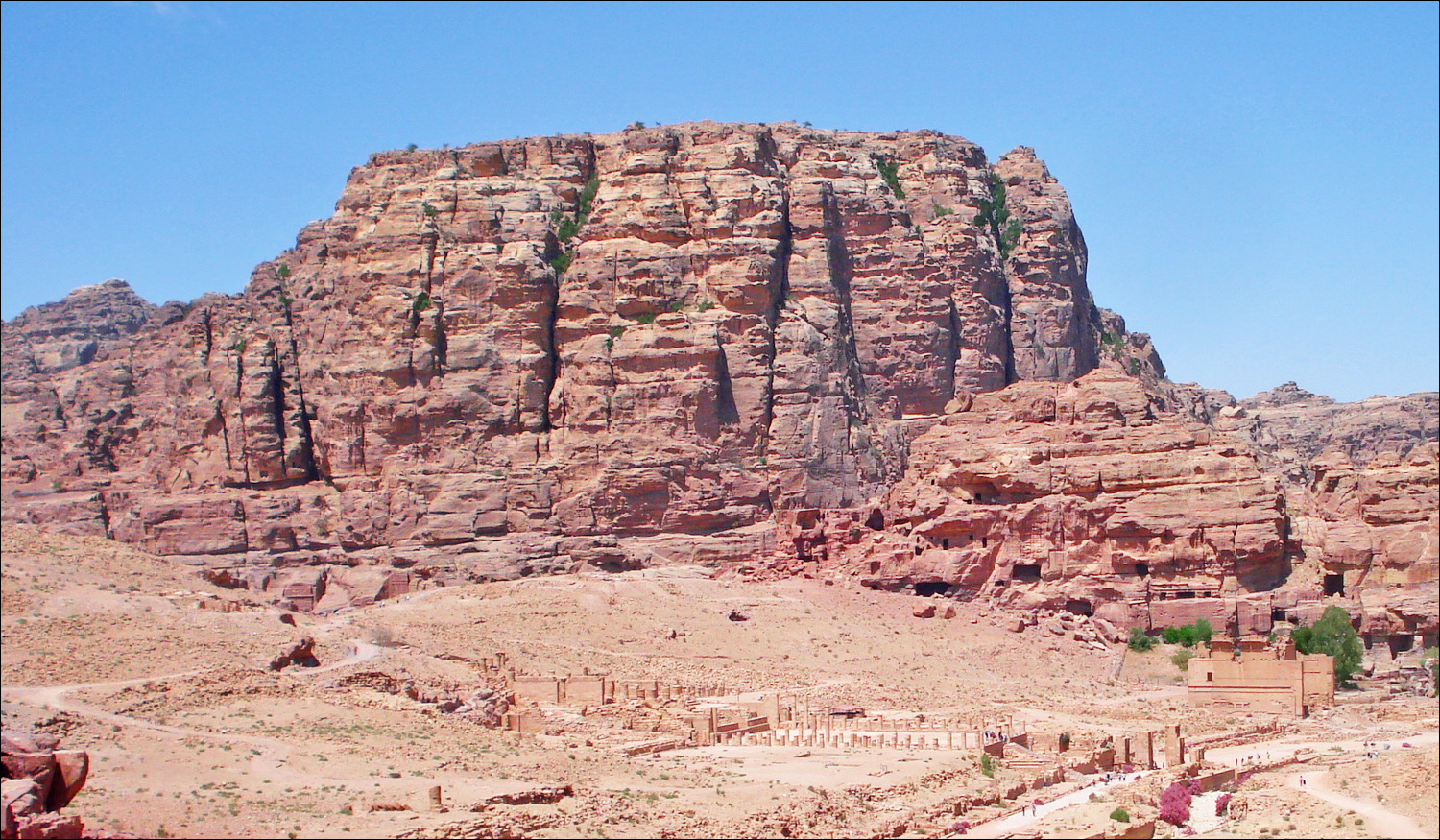
Le djebel el Biyara (« la mère de toutes les citernes ») avec le centre de Pétra au premier plan, depuis l’église byzantine.

Charles R. Ortloff a pu reconstituer le plan du réseau hydraulique de l'ancienne Petra et dénombre un ensemble de 8 sources d'eau, 40 barrages et réservoirs d'eau, plus de 200 réservoirs et citernes, avec un ensemble de canalisations dépassant les 200 km, sans compter les retenues d'eau sur le flanc des montagnes, avec la construction de murs en pierre pour l'aménagement de terrasses pour les cultures. Ce principe arabe de captage traditionnel de l'eau est le système le plus ancien, tant pour le captage que pour le stockage de l'eau de pluie à des fins agricoles,.

### Capture de l'eau
Le captage de l'eau était le point de départ de tout système de distribution hydraulique nabatéen ; des secteurs entiers de la région de Pétra étaient privés de sources, au début de la période d'implantation des Nabatéens, le principal approvisionnement en eau de source provenait d'un large canal en pierre placé sur le sol provenant de la source de 'Ain Moussa (litt. source de Moïse), située à 7 km à l'est de Pétra, prenant les eaux de la source de Ain Umm Sar'ab et amenant l'eau au Sîq qui traversait Pétra. Par la suite, en fonction des besoins de la ville, d'autres sources ont été dirigées vers le centre de Pétra : Ain Braq, Ain Dibdiba, Ain Ammon, al Beidha, Ain Bebdbeh,.
La collecte des eaux pluviales se faisait généralement par des batardeaux ou des barrages dans la partie inférieure des wadis, ou torrents descendant des montagnes environnantes. Ce système de collecte permettait de retenir et de réguler l'eau lors des pluies torrentielles, qui dévalaient les montagnes et détruisaient les cultures et les structures dans les vallées. Ces barrages ou réservoirs augmentaient les surfaces irriguées et donc les surfaces cultivables après le dépôt de limon, une technique peut-être copiée dans la vallée du Nil,.
« Cette technique consiste à faire construire le champ par les alluvions des eaux courantes, puis à utiliser le champ pour absorber l'eau retenue derrière de petites digues. » Un peu avant l'entrée dans le Sîq, on trouve une structure nabatéenne sous la montagne, d'un tunnel de dérivation de 80 m, cette structure qui dirigeait les eaux du wadi Moussa vers le wadi Muhlima, permettait de réduire le risque d'inondation du centre de Pétra, dont les eaux passaient auparavant directement par le Sîq,. Le captage de l'eau des montagnes se faisait également par des gouttières ou des canaux creusés au milieu ou en bas de la pente, ce qui permettait ensuite de conduire cette eau vers des réservoirs ou des citernes, tous deux utilisés pour le stockage de l'eau, mais aussi pour sa décantation, afin d'éliminer les particules solides,.

### Décantation

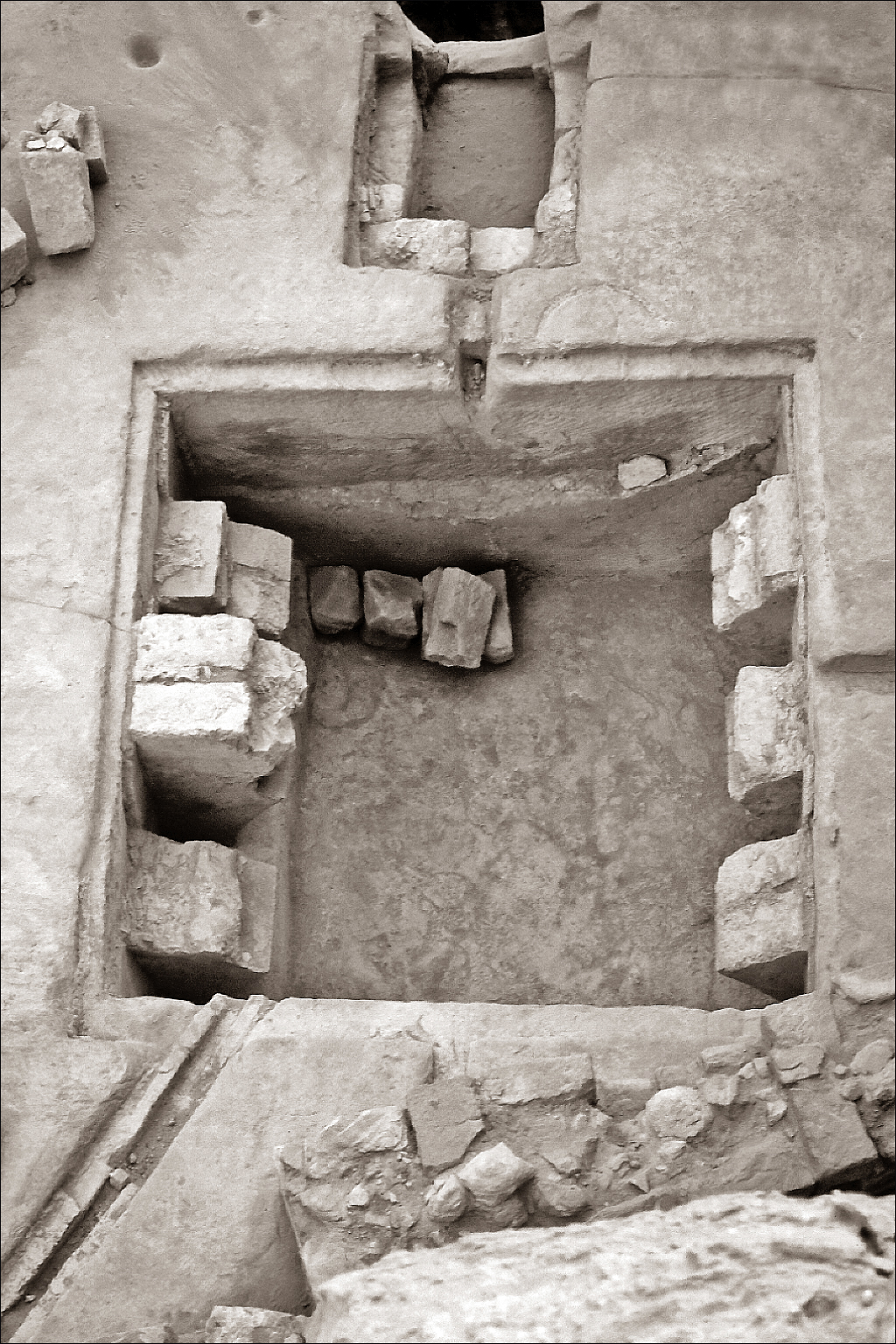
Le castellum divisorium sur l'oued Farasah, utilisé pour la décantation et la redistribution de l'eau.

La décantation de l'eau après son captage était à la charge des habitants responsables de la gestion de l'eau de la ville, dont le « Maître de l'eau », ceci afin de préserver sa clarté et sa potabilité, ainsi que de limiter l'évaporation excessive dans le temps, mais aussi de réguler son utilisation en fonction des besoins de la ville,. Cette technique était également utilisée dans des villes encore plus anciennes comme Mohenjo Daro, Knossos, Harapa, etc.. L'épuration de l'eau se faisait en faisant passer l'eau après son captage dans un ou plusieurs bassins consécutifs. Ce procédé réduisait fortement la vitesse de l'eau et facilitait la descente des particules lourdes au fond du réservoir, pour être ensuite éliminées,. Ce système de filtration simple permettait une meilleure conservation de l'eau pour les besoins domestiques, notamment dans le cas de réservoirs enterrés ; il évitait les dépôts solides dans les canalisations et les gouttières.
Chaque citerne et réservoir possédait généralement une fosse de décantation attachée à son entrée d'eau et un muret à l'entrée du réservoir qui permettait de ralentir la vitesse de l'eau pour faciliter le dépôt des particules plus lourdes que l'eau, mais aussi pour éviter de remuer les dépôts au fond de la fosse et d'augmenter la turbidité de l'eau,. Le volume de la citerne ne reflète pas toujours le volume d'eau disponible ; à la fin de la saison sèche, l'eau au fond des citernes était impropre à la consommation, elle y a stagné pendant plusieurs mois et certaines citernes n'ont été que partiellement ou jamais nettoyées,.

### Stockage des eaux
Le stockage des eaux était un élément essentiel pour le développement et la survie de la ville, car il permettait de disposer d'un volume d'eau suffisant tout au long de l'année. Des centaines de citernes enterrées et de réservoirs ouverts ont été construits sur le site de Petra depuis son occupation par les Edomites. Ces stockages ont été creusés dans la roche de la montagne ou construits sur le sol. Les parois intérieures de ces citernes et réservoirs étaient laissées en l'état ou enduites d'un mortier imperméable, selon la nature et la porosité de la roche,. Les citernes et réservoirs ont des dimensions variables et sont adaptés au terrain sur lequel ils sont creusés ou construits. L'une des citernes mesure 32 × 2 m pour 3 m de profondeur ; certains réservoirs peuvent avoir une capacité allant jusqu'à 2 500 m3,. Plusieurs citernes successives peuvent être reliées entre elles par leur trop-plein, à la fois pour permettre une forme plus efficace de décantation, mais aussi pour augmenter le stockage de l'eau en cas de forte concentration d'habitat.
Pendant la période préhistorique et l'occupation de Pétra par des tribus nomades, les Nabatéens connaissaient l'emplacement de ces citernes enterrées utilisées pour stocker l'eau. Mais ces citernes en forme de bouteille avec des entrées étroites pouvaient également servir de système de défense et de refuge en cas de nécessité. Diodore de Sicile, historien grec antique du Ier siècle av. J.-C., parle dans ses écrits des Nabatéens face à un ennemi, description qui correspond assez bien aux connaissances actuelles que les universitaires ont sur les citernes enterrées autour de Pétra : « ils se sont réfugiés dans le désert qui leur sert de forteresse : le manque d'eau le rend inaccessible aux autres, mais pour eux seuls qui ont creusé dans la terre des réservoirs recouverts d'un enduit de chaux, c'est un refuge sûr. [...] Après avoir rempli ces réservoirs d'eau de pluie, ils bouchent les ouvertures et nivellent le sol autour d'eux, laissant des signes connus d'eux, mais imperceptibles pour les autres, ».

### Distribution de l'eau

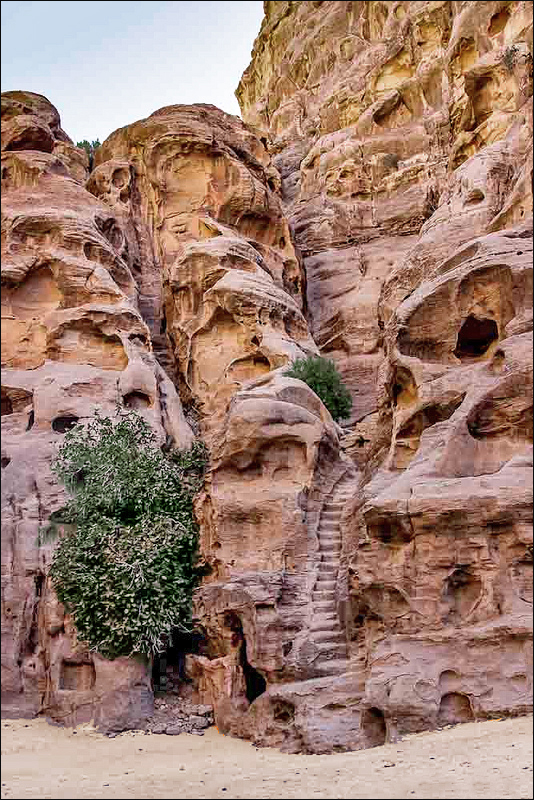
La montagne creusée par les eaux.

La distribution de l'eau à Pétra possède une morphologie très variée et fait appel à plusieurs techniques, certaines anciennes et d'autres plus élaborées. Des recherches récentes indiquent un volume total pour l'ensemble des systèmes de Pétra de 40 000 m3 d'eau transporté chaque jour par l'ensemble des réseaux hydrauliques de la cité nabatéenne.
De nombreux canaux étaient creusés à flanc de montagne à partir des sources et des lieux de stockage, parfois très éloignés des besoins des populations. La source d'Aïn Mousa est distante de 7 km du centre de la cité,. Afin de récupérer les eaux de ces sources parfois lointaines, des travaux pour la construction et la maintenance de ces canaux et rigoles sur le flanc des montagnes demandaient, à la fois une conception rigoureuse — définition des parcours et des pentes — et une réalisation par des ouvriers dont l'expérience dépassait les compétences des nomades nabatéens, des professionnels formés à ces techniques en d'autres lieux du Proche-Orient,.
Certains canaux étaient réalisés en pierre taillée dans des blocs de marne ou de calcaires locaux. D'une longueur de 60 à 90 cm, ce type de canal fut utilisé depuis le Ier siècle av. J.-C., jusqu'à l'époque byzantine. Le système dit gravitaire était le plus souvent utilisée, les réseaux de tuyauteries sous pression — tuyaux de céramique — ont été peu utilisés pour le transport de l'eau vers la cité de Pétra.
La pente du canal était calculée pour un débit optimal et suivant son parcours, le canal était à l'air libre ou couvert avec des pierres plates. Dans le cas de pentes trop importantes, et afin d'éviter le débordement et la perte de l'eau, des puits étaient réalisés le long du parcours afin de « casser » la vitesse de l'eau, mais également permettre une décantation des particules de sable et de pierre qui pouvaient être entraînées par le courant,. Suivant les archéologues, les canaux couverts de pierres étaient utilisés pour le transport des eaux à usage domestique, alors que les canaux laissés à l'air libre servaient au transport de l'eau destinée au bétail ou aux jardins et à l'agriculture,. À l'époque de l'occupation romaine, le creusement de canaux à flanc de montagne fut renforcé par la pose de tuyauteries en terre cuite, placées parfois elles-mêmes dans les anciens canaux — côté est du Sîq. Ces nouveaux réseaux sont constitués de tuyauteries en terre cuite avec emboîture et joint au mortier, avec des épaisseurs pouvant varier de 1 à 6 cm et des diamètres de 15 à 25 cm. « L'archéologue Pilipp C. Hammond a trouvé des canalisations faites d'emboîtements de poterie dans le théâtre,. » Certains réseaux de tuyauteries étaient en céramique avec une épaisseur de 5 mm ou parfois moins et d'une longueur de 30 cm,. La particularité de ces réseaux de tuyauteries était double : chaque élément de tuyau, principalement ceux en terre cuite, d'une longueur de 30 à 100 cm, avait une forme rétrécie en son milieu, comme pour créer un « venturi » lors du passage de l'eau, forme spécifique rappelant la forme des tuyauteries en terre cuite du palais de Knossos en Crète. Une autre particularité de certaines tuyauteries en terre cuite posées à Pétra se trouve dans les ondulations sinusoïdales dans la partie intérieure du tuyau, réalisées au moment de la fabrication et qui, suivant les experts, permettait une augmentation dans le débit de la tuyauterie, ceci à partir d'observation empirique.
Pour le raccordement des maisons particulières, des fontaines, de certains appareils des thermes, des tuyauteries en plomb étaient utilisées, très certainement au cours de la période de l'occupation romaine. L'utilisation de ce matériau était réservée soit pour le raccordement final des installations neuves, soit dans le cadre de réparation des réseaux. Le réseau de tuyauteries à l'est du Grand Temple fut modifié à l'époque de l'occupation romaine, afin d'alimenter en eau le Marché ainsi que les bâtiments commerciaux le long du Cardo après sa romanisation,. « Des sections de tuyauteries en plomb étaient installées à la base de la plateforme du Grand Temple et continuaient vers l'est [...] Les tuyaux de plomb indiquent généralement une fabrication par les Romains et une utilisation lors de modifications probables par les Romains. »
La pose de ces tuyauteries en terre cuite était elle aussi particulière : installées généralement dans un caniveau creusé sur le flanc de la montagne — c'est le cas de la tuyauterie sur un des côtés du Sîq — sa pente était calculée pour permettre un débit maximum, avec un remplissage de la tuyauterie optimisé, laissant un vide d'air en sa partie supérieure avec un minimum de perte par frottement. C'est là une mise en application empirique du principe actuel du CFD Computational fluid dynamics, issu de la dynamique des fluides numérique (MFN), une science qui, à l'aide de logiciels spécifiques, produit des prévisions quantitatives des phénomènes d'écoulement des fluides basées sur les lois de conservation (conservation de la masse, du moment et de l'énergie) régissant le mouvement des fluides,. John Peter Oleson, parle d'un tronçon de 60 m de tuyauterie sous pression — probablement en céramique, installé en fin de l'aqueduc d'Aïn Braq. La particularité de ce tronçon réside dans la réalisation d'un « siphon inversé », technique très utilisé par les Romains, aussi bien en Gaule (siphons de Giers) qu'en d'autres parties de l'Empire Romain (Pergame, Almuñecar, Gades, Cadix, etc.).
L'alimentation en eau de Pétra combine l'utilisation de deux sources principales : les eaux de pluie, disponibles en saison hivernale, et les eaux de sources, au débit plus ou moins régulier tout au long de l'année. Cette idée de la conception doublée des réseaux d'approvisionnement et de distribution garantit que l'eau peut provenir de différentes sources, en fonction des variations des débits des sources et des précipitations en eaux de pluie, permettant le remplissage des réservoirs et des citernes.
« Ce degré de redondance indique que la planification des variations de l'approvisionnement en eau était une considération primordiale. Ce problème a été traité selon un modèle complexe pouvant exploiter diverses ressources en eau en fonction de la disponibilité relative. »

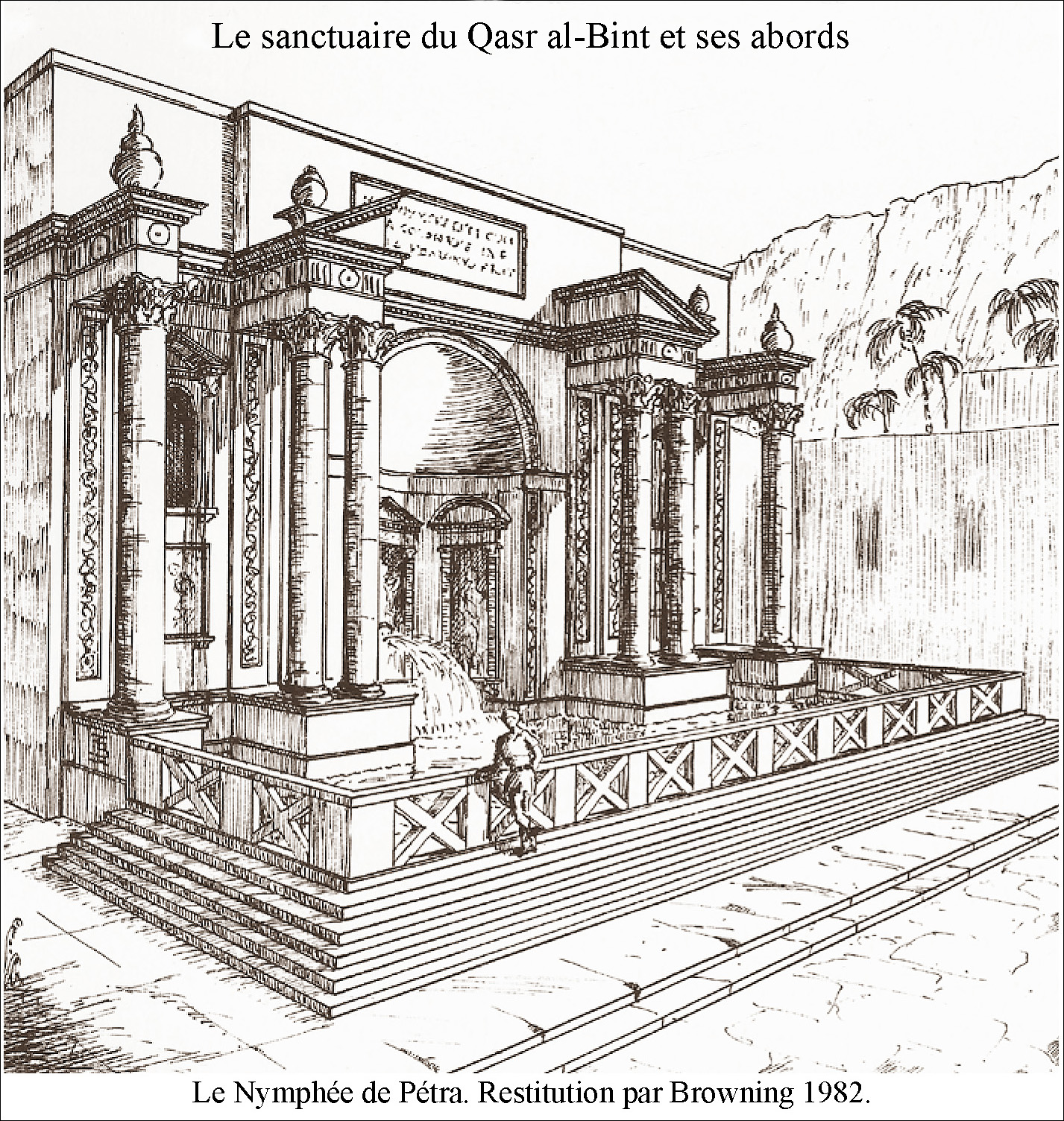
Le Nymphée de Pétra. Restitution par Browning en 1982.

Afin d'optimiser également l'alimentation de certaines zones de la cité ou de bâtiments spécifiques — thermes, nymphées, lieux de culte, Paradeisos — et des résidences particulières, le doublement dans les approvisionnements pour l'alimentation d'un lieu ou d'un bâtiment permettait de satisfaire les besoins en eau, quelles que soient les variations dans le débit de certaines sources, ou les apports en provenance de la pluviométrie,,. « S'il ne fait aucun doute que le complexe du Tombeau du Soldat disposait d'un système d'approvisionnement en eaux de pluie collectées dans un réseau sophistiqué de multiples bassins et citernes, connectés entre eux par des conduites qui liaient le Wadi Farasa au reste de la ville de Pétra, il est en revanche plus difficile de déterminer si le site bénéficiait d'un apport substantiel en eau fraîche » (eau de source).
Sur un premier tronçon du parcours côté est du Sîq, subsistent les restes de plusieurs dizaines de mètres de tuyauteries en terre cuite au-dessus du chemin et finement emboîtées et jointoyées ; ces tuyaux sont encastrés dans un caniveau taillé dans la montagne et couverts de pierres et de mortier.
À la fin du Sîq, au moment où l'on aperçoit le Khazneh, sur l'un des côtés d'une cinquantaine de mètres de longueur, les vestiges de cette même tuyauterie en terre cuite amenant l'eau au centre-ville de Pétra sont encore visibles. Les faibles longueurs des éléments de tuyaux en terre cuite ou en pierres taillées — 30 cm à 60 cm ou même 100 cm — permettaient de réaliser des coudes et changement de direction assez courts, notamment pour le contournement des collines et des montagnes. Du côté opposé du Sîq, un caniveau ouvert, parfaitement bien conservé, serpente sur la presque totalité de son parcours,.
Ces systèmes de captation et de distribution de l'eau à Pétra sont à la fois très anciens et ont évolué au fil des siècles, suivant les différents peuples qui ont occupé la cité de Pétra — Édomites, Nabatéens, Romains, Byzantins — et les besoins en eau de la population à la fois plus nombreuse et avec des utilisations de l'eau plus ludiques, notamment au cours de l'occupation romaine,.

### Maintenance
L'entretien des infrastructures de l'ensemble du système hydraulique et hydrologique alimentant la ville de Petra se faisait selon une gestion centralisée de l'eau de la ville. De par sa complexité, ses différentes sources de captage, le stockage et les moyens de distribution, le réseau a nécessité le développement et la construction d'équipements parfaitement coordonnés en fonction des besoins, évoluant au fil des siècles avec l'expansion de la ville, mais il a également nécessité une maintenance de qualité, bien gérée et régulière des réseaux hydrauliques,. « Il est indiscutable que la gestion de l'eau dans la région de Pétra est un témoignage impressionnant de la mise en place d'une administration centrale efficace, d'autant plus remarquable qu'elle a été mise en place par d'anciens nomades. »
Pour cela, il était nécessaire de former et de maintenir une main d'œuvre arabe nabatéenne qualifiée pour la construction et l'entretien de cet ensemble hydraulique. « La réalisation des projets dépendait en définitive d'une autorité décisionnelle et réglementaire qui supposait une organisation politique structurée. » La conception et l'installation de ces réseaux complexes sur d'aussi longues distances étaient l'œuvre des habitants nabatéens rompus aux techniques de pose de réseaux complexes de canalisations pour l'alimentation de la ville de Pétra, plutôt que l'œuvre du segment nomade de la population,.

## Gestion de la chaleur

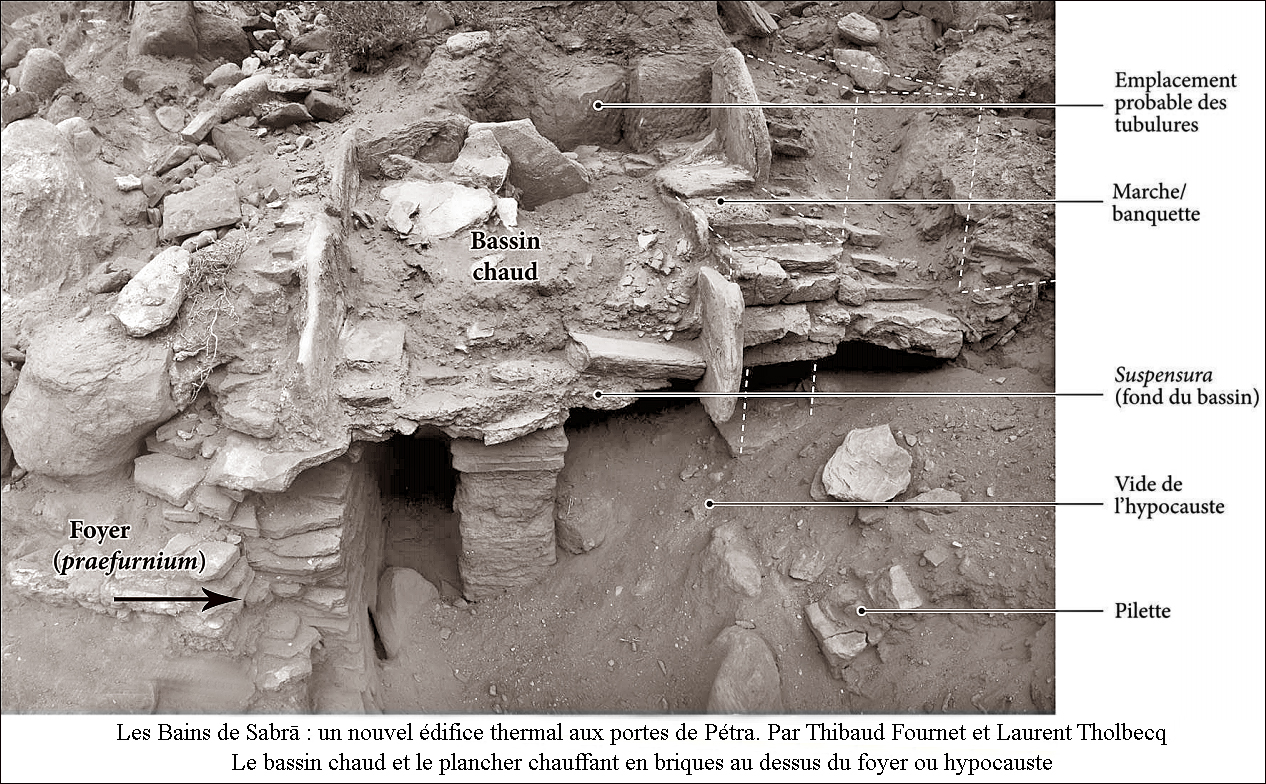
Le bassin chaud et l'hypocauste des thermes de Sabra.

La production de chaleur pour les besoins de chauffage des thermes, se compose de plusieurs parties ou éléments, dont la réalisation était programmée dès le début de la construction des thermes. Avec l'approvisionnement en eau, la production de chaleur forme les deux éléments principaux pris en compte lors de la construction des thermes. Cette production de chaleur doit servir au chauffage de certains locaux, ainsi qu'au chauffage de l'eau pour les bains chauds.
- La salle de chauffe (Praefurnium) et le local de stockage du bois de chauffe.
- L'hypocauste avec les piliers et son plafond composé (Suspensura).
- La distribution de l'air chaud, les tubuli et les conduits d'évacuation des fumées.

Le système de chauffage avec hypocauste, fonctionnait en forçant l'air chaud et la fumée à circuler sous un plancher suspendu surélevé par des piliers (pilae). La chaleur rayonnait à travers le sol, chauffant la surface de plancher ainsi que la salle et le bain au dessus. Ce système de chauffage aurait été inventé par les Grecs au IIIe siècle av. J.-C., avec un « proto-hypocauste », peu efficace, qui utilisait des gaines placées sous les planchers et à l'intérieur des murs, amenant l'air chaud dans locaux à chauffer,. Le système fut perfectionné par les Romains, avec le principe du plafond suspendu (Suspensura) au IIe siècle av. J.-C. connu pour être l'« hypocauste de Vitruve », qui lui même renchérit : « Il est des découvertes qui, nous le savons, ne datent que de notre temps »,. « Le tubulus est un tuyau de chauffage en céramique mis au point par les Romains pour créer des cavités murales à travers lesquelles l’air chaud pourrait circuler. Une extension du système hypocauste, les systèmes de tubuli, étaient l’un des systèmes de chauffage les plus avancés utilisés dans l' antiquité, et ont été utilisés dans tout l'empire romain. »

### Praefurnium(La salle de chauffe)

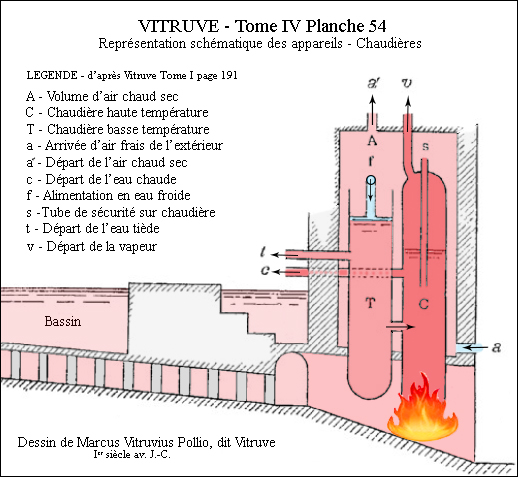
Schéma de production de chaleur.

La salle de chauffe ou foyer (Praefurnium) est généralement placée à un niveau inférieur des locaux à chauffer, afin de faciliter la diffusion de la chaleur (al Biyara, wadi Sabra. La pente naturelle du terrain est souvent prise en compte. Suivant l'importance des thermes, il peut y avoir une seule salle de chauffe, plus ou moins grande suivant le nombre de locaux et de bains à chauffer ; certains bains peuvent avoir plusieurs foyers (ez Zantur).
La construction de ce local, de forme carrée ou rectangulaire, avait une ouverture côté allumage et réserve de combustible, ainsi que pour l'alimentation en air frais et une autre ouverture du côté de l'hypocauste, pour la sortie des fumées et de l'air chaud. Les murs étaient en pierre ou en brique, suivant les matériaux disponibles. Les murs étaient épais et le plafond souvent réalisé en voûte.
Un local attenant au foyer permettait le stockage du combustible, bois ou charbon de bois. Ce local de service donnait directement sur l'extérieur, pour faciliter l'approvisionnement en combustible,.

### L'hypocauste
L'hypocauste est composé de plusieurs éléments : généralement il y a un vide sous le bâtiment de 50 cm à 1 m servant à la diffusion et la répartition de la chaleur à l'intérieur des locaux, le sol est généralement stabilisé et revêtu de pierre ou repose sur le rocher. Un ensemble de piliers en brique, de section ronde ou carrée, soutient le plancher des locaux (suspensura) ou des bains à chauffer. « La suspensura est une sorte de sous-sol à plafond en dalles de terre cuite, qui ne sont autre chose que de grandes tuiles portées sur des pilettes. On a soin que la marche des fumées s'y fasse d'un mouvement sans cesse ascendant ; cette condition s'accorde de la façon la plus naturelle avec la disposition en pente des radiers des bassins. »
Des dalles en terre cuite reposent sur les piliers et forment à la fois la structure de base du plancher, une sorte de coffrage, lequel supportait une épaisse couche de mortier de tuileau. Avant d'être recouvert par le dallage de pierre ou de marbre, une couche d'étanchéité était réalisée, généralement par des plaques de plomb, avec des relevés au-dessus du niveau de l'eau. Cet assemblage compact de dalles de terre cuite et de mortier permettait un stockage de chaleur avec une grande inertie, et une transmission de chaleur par rayonnement. Ce principe de chauffage permet aussi de maintenir la température, à la fois dans le volume des locaux, mais aussi celle du sol. Ceci nécessitait une certaine compétence dans la conduite de l'installation de chaleur des thermes, mais également dans le réglage de tous les paramètres permettant de fournir la bonne température dans les locaux et dans les bains. Ce principe de chauffage était confortable pour les visiteurs des thermes, il permettait de conserver une température constante, longtemps après la fin de l'alimentation du foyer, sans l'arrêter et permettre sa reprise rapide le lendemain.

### Chauffage des locaux -tubuli.
Le chauffage des locaux se faisait également par des conduits de distribution d'air chaud appelés tubulis, ce sont des éléments de gaines en terre cuite de différentes formes, permettant la circulation de l'air chaud depuis l'hypocauste jusqu'aux parties supérieures des thermes. Les systèmes de chauffage au moyen de tubuli étaient l’un des modèles de chauffage les plus avancés utilisés dans antiquité, ils ont été employés à travers tout l'Empire romain,. Les gaines étaient placées verticalement contre les murs extérieurs de locaux à chauffer et scellées au mortier ou à l'aide de supports spéciaux.
« Ils formaient des colonnes verticales permettant à l'air chaud de circuler. Pour en augmenter la circulation, des trous de ventilation étaient percés dans la partie latérale des conduits, permettant la transmission de l'air chaud entre les colonnes adjacente. » La première utilisation du tubulus daterait de la fin du Ier siècle av. J.-C., avec un perfectionnement et une utilisation plus intensive, notamment dans les thermes de Pétra, aux Ier et IIe siècle. Les tubuli remplaçaient les autres techniques préalablement utilisées pour le chauffage par les murs. Sénèque le Jeune, dans sa discussion sur la luxure écrit « Les salles à manger ont été tempérées par de l'air chaud passant sous le sol et circulant dans les murs. » Les premiers systèmes de chauffage par les murs, utilisés par les romains, étaient constitués de plaques de terre cuite, placées verticalement contre les murs et dont les angles avaient une protubérance permettant leur écartement pour laisser passer l'air (les tegulae mammatae). Avec d'autres systèmes de fabrication, moins élaborés, ils n'étaient que de simples plaques de terre cuite, fixées par des crochets avec leur système d'écartement incorporé,.

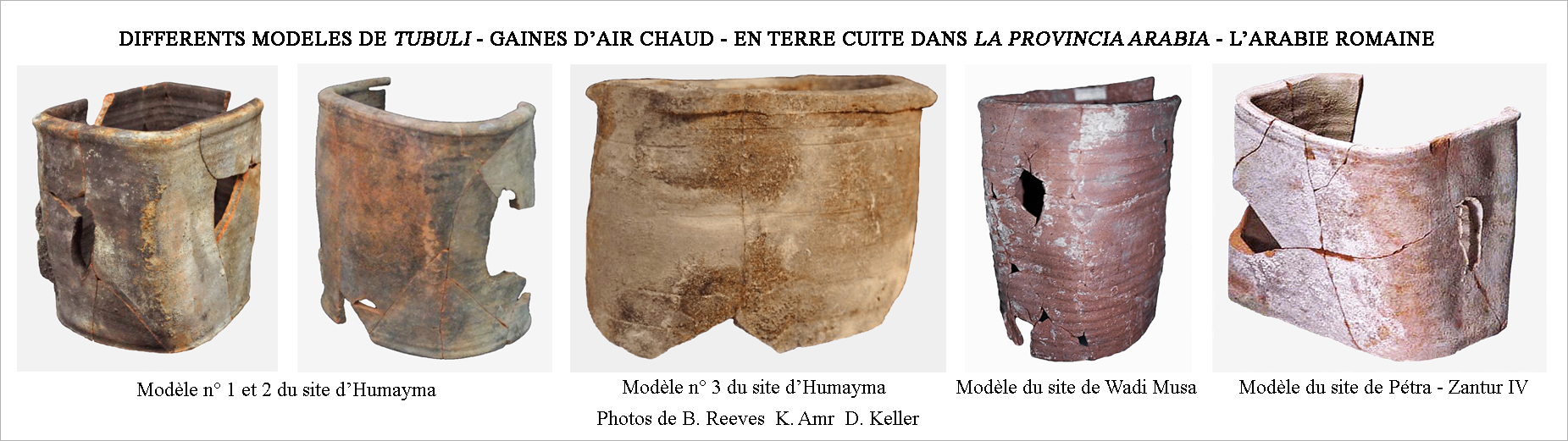
Divers conduits d'air chaud utilisés dans l'Arabie romaine et certains des bains thermaux de Petra.

Sénèque, philosophe, dramaturge et homme d'État romain du Ier siècle, révèle que le système de chauffage des murs était le plus apprécié des Romains pour sa capacité à chauffer les pièces du bain uniformément, en haut et en partie basse : « C'est à l'homme, ce n'est point au sage qu'on doit ces inventions [...] comme les bains suspendus au-dessus de leurs foyers, et ces tubes, appliqués dans les murs, qui font circuler la chaleur et l'entretiennent de bas en haut toujours égale. »
Les gaines verticales étaient jointoyées et fixées les unes aux autres, et scellées aux murs au moyen de mortier. Dans certains cas, des crochets en T placés entre deux éléments et fixés aux murs permettaient le maintien et le bon écartement des gaines. L'ensemble était généralement recouvert de stuc, avant finition avec des plaques de marbre ou de la mosaïque. Des éléments des gaines comportaient des ouvertures pour permettre le passage de l'air d'une gaine à l'autre.
Dans les salles qui nécessitaient une température importante (laconicum, sudatorium) le plafond était voûté et était équipé d'une ouverture en partie haute, avec un disque en bronze qui suivant sa position permettait de réguler la température dans le local.
De nombreux vestiges de réseaux de tubuli ont été retrouvés, lors des différentes fouilles, notamment pour la partie inférieure des réseaux, mais de par la fragilité du matériau constituant les tubuli, la partie supérieure du réseau est mélangée parmi les débris de terre cuite et les archéologues et historiens ne savent que peu de chose de cette partie haute de l'installation de chauffage.

### Chauffage des bassins

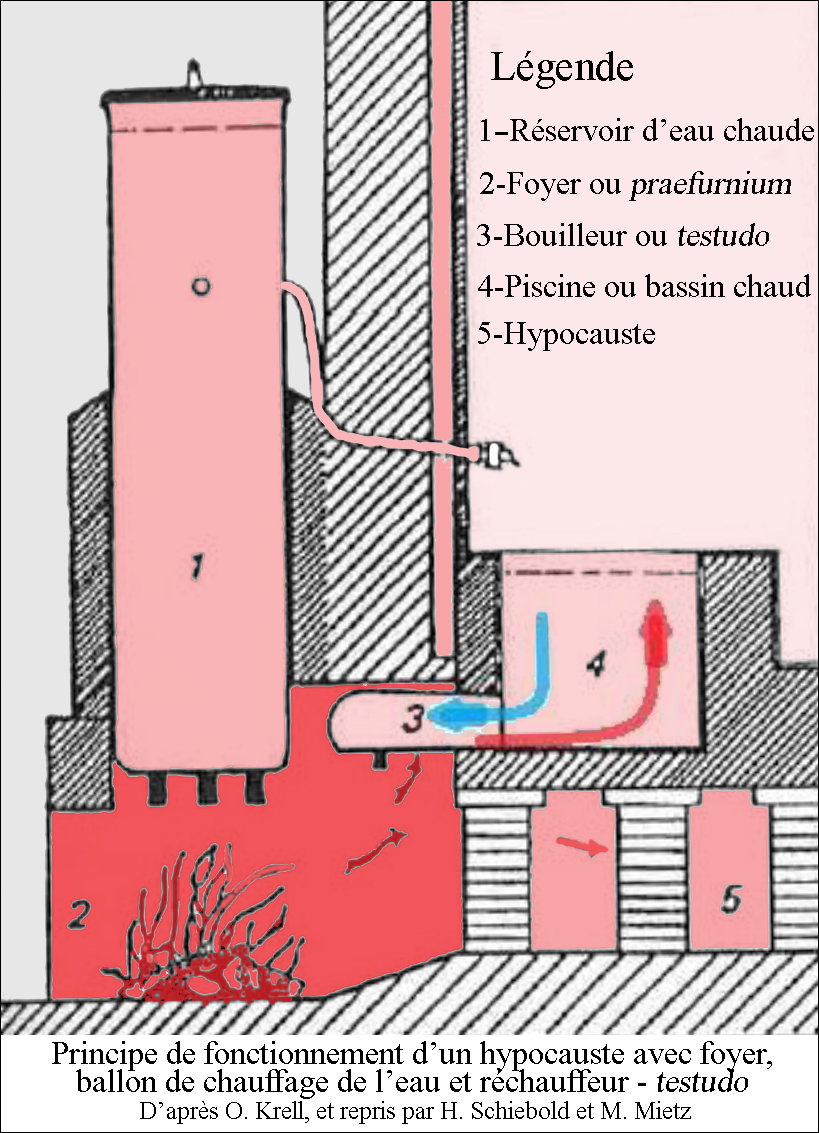
Schéma de production de chaleur des thermes.

Le chauffage des bassins, alimentés généralement en eau froide par un réservoir proche, se faisait partiellement par la transmission de chaleur au travers du plancher de l'hypocauste, mais ce moyen de chauffage de l'eau n'était pas toujours suffisant. L'augmentation de la température du bassin ou de la piscine se faisait alors au moyen de chaudières (ballon d'eau chaude) placés au-dessus d'un foyer qui réchauffait l'eau des bains à la température désirée, pour le bain tiède du tepidarium et du bain chaud pour le caldarium,. Ces chaudières devaient alimenter le laconicum, salle chaude et sèche et le sudatorium, la salle chaude et humide.
La partie base des réservoirs, en contact avec le feu, était en airain — bronze — la partie haute était en plomb. Afin de diminuer le temps de chauffe de l'eau des bassins et de permettre un meilleur contrôle de la diffusion de la chaleur, de nombreux thermes comportaient une «boîte» en métal, le testudo, généralement en cuivre, ouvert au fond du bassin, et fermé du côté de la cheminée. Cette partie fermée était exposée à la chaleur du foyer, chauffant ainsi l’eau de cette partie du bassin ; la différence de température entre l'eau très chaude de ce « réchauffeur » et la température plus froide du bassin créait un courant circulaire égalisant la température dans le bassin (voir schéma de Vitruve).

### Vidange des bassins

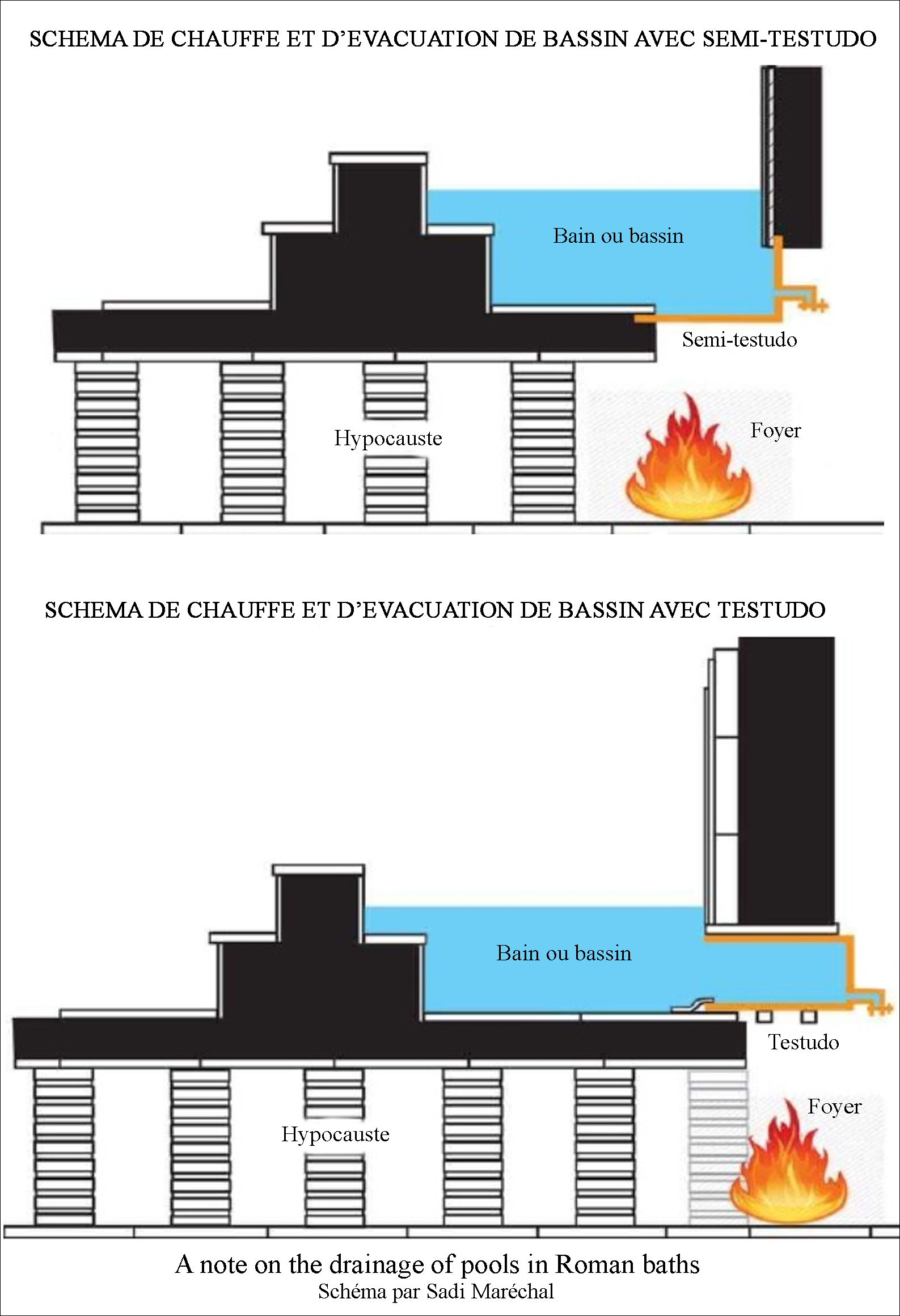
Schéma de production de chaleur pour bain romain.

La vidange des bassins et piscines, ou bains froids, du frigidarium et du loutron, ainsi que des natationes et piscinae, qui étaient alimentés pas un réservoir d'eau, lui-même alimenté par un aqueduc,, se faisait généralement suivant la technique romaine, qui était de diriger les eaux d'évacuation ou de vidange, peu chargées, vers les latrines, servant alors à l'évacuation des déchets plus importants, avant d’être conduites vers les wadis. La vidange de ces bassins pouvait se faire directement dans le réseau d'eau de la ville, ou du wadi proche.
La vidange des bassins et bains chauds, se faisait à partir d'un robinet fixé sur le « réchauffeur » (testudo ou semi-testudo) puis dirigée directement dans un canal amenant l'eau dans le réseau de la ville ou un wadi. La vidange pouvait également servir au nettoyage du sol de l'hypocauste en dessous, avant d'être envoyée vers un canal raccordé au réseau de la ville ou directement dans un wadi ; dans certains cas les eaux passaient par le foyer et servait à le nettoyer, dans la mesure où il était froid. Vitruve au Ier siècle av. J.-C., dans son livre Tome I sur le chauffage des thermes, donne les explications de son schéma du Tome IV planche 54 Représentation schématique des appareils : « Le foyer est installé en sous-sol. L'eau, fournie par un réservoir alimenté par les conduites de la ville, s'échauffe progressivement dans une chaudière T et une chaudière-bouilleur C. Le corps de ces chaudières est logé dans une chambre en maçonnerie [...] et reçoit directement la chaleur du foyer. [...] La chaudière d'eau tiède communique avec le basin alimentaire (d'eau froide) et le bouilleur, avec la chaudière d'eau tiède. De sorte que toute prise d'eau chaude se trouve automatiquement remplacée par un afflux d'eau tiède ; celle-ci à son tour, par un afflux d'eau froide ». Sur les différents thermes de Pétra, les destructions dues aux tremblements de terre, à l'usure du temps ou à l'inondation des wadis, ne permettent pas encore de définir parfaitement le système de vidange des différents bassins et piscines dont les fouilles sont toujours en cours.

### L'évacuation des fumées
L'évacuation des fumées, comme la parfaite diffusion de l'air chaud, était partie intégrante du bon fonctionnement d'un hypocauste et de l'ensemble de la production de chaleur des termes. Le conduit de fumée était dirigé dans la cheminée en partie haute, ou directement envoyé à l'extérieur en traversant le plafond ou la terrasse,. L'alimentation du foyer se faisait en fonction des besoins de chaleur dans les locaux et dans les bassins. Ce travail était destiné aux esclaves, spécialisés dans le bon fonctionnement des thermes, supervisés par le balneator ou superviseur des thermes.
Les conduits de fumée, en terre cuite, étaient généralement placés à côté des gaines d'air chaud (tubuli) véhiculant un air à température élevée. Ils participaient eux aussi au chauffage des locaux.
Les gaines d'air chaud ainsi que les conduits de fumée avaient un rôle actif dans le système de chauffage des thermes, mais ils avaient également un rôle passif dans l'isolation des bâtiments et évitaient la condensation sur les murs,.
En 1998, une équipe d'archéologues et d'ingénieurs reconstitua un ensemble de thermes, avec les matériaux et techniques de l'époque romaine : « Cette expérience a permis de mieux comprendre de nombreux aspects de la construction et l’exploitation des bains publics, y compris la relation, non résolue, entre les tubuli (véhiculant l'air chaud) et les conduits d'évacuation des fumées. » La conception la plus économique comportait les tubuli d'air chaud complètement séparés de la cheminée. Dans ce système, chaque colonne de tubuli était bloquée en partie haute et les fumées en provenance du foyer et de l'hypocauste ne passaient pas dans les tubuli, ils s'évacuaient directement, en partie haute, à l'extérieur du bâtiment, ou dans la cheminée.
Une fois les essais terminés et toutes les données recueillies, les ingénieurs ont constaté que la méthode consistant à bloquer trois colonnes de tubuli sur quatre et laisser ouverte la dernière restante s'est avérée efficace. Malgré le faible tirage, la circulation de l'air chaud avait encore lieu dans les tubuli, et le mur était suffisamment chauffé. Mais les tubuli n'étaient pas complètement efficaces pour évacuer la fumée et les gaz de l'hypocauste. Cette découverte suggère que les systèmes de chauffage pouvaient fonctionner efficacement, sans connexion directe au conduit d'évacuation des fumées. La question de la séparation des fumées toxiques et de l'air chaud, à la sortie du foyer, ne semble pas être parfaitement bien définie par les archéologues et les historiens.
Suivant Vitruve, l'évacuation des fumées se faisaient au moyen de tubes en poterie, lesquels placés le long de la paroi permettaient le tirage du foyer : « l'utilisation de combustible à flamme claire, évitait les dépôts de suie trop importants ».

### Fonctionnement et maintenance

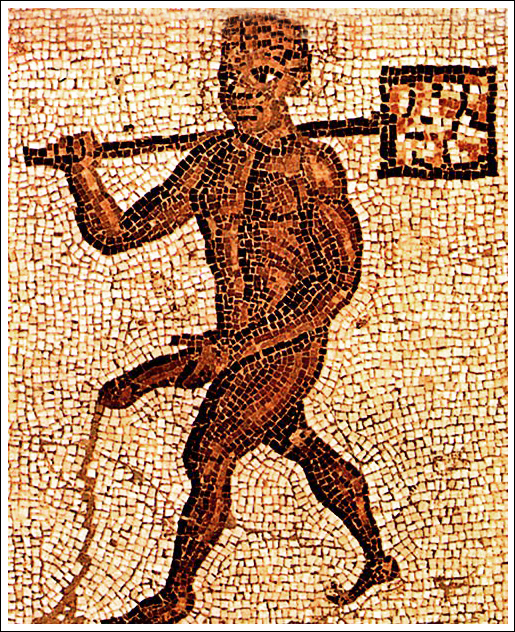
Mosaïque d'un esclave noir nu apportant des braises aux thermes.

Le fonctionnement et la maintenance des installations étaient gérés par plusieurs équipes d'esclaves, logés généralement sur place, qui s'occupaient à la fois de l'entretien des locaux des thermes, veillaient à la constante alimentation en eau, froide et chaude et à leur bonne température en fonction des bains. Les esclaves assignés aux thermes avaient également la charge de l'entretien et du bon fonctionnement de l'ensemble de la production de chaleur pour les thermes : foyers, hypocaustes, conduits de diffusion de l'air et les conduits de fumées. Les esclaves devaient veiller à l'alimentation permanente du foyer en fonction des horaires d'utilisation, afin de maintenir une température agréable dans les locaux et dans les bains au moment de leur occupation, mais en gardant les coûts d'utilisation du combustible au minimum.
Le chauffeur, ou l'homme chargé du foyer, s'appelait fornacator et était généralement un esclave. Les deux mosaïques d'Afrique du Nord soutiennent cette affirmation. Toutes deux présentent des hommes nus, portant un panier rempli de braises. Celui de Bir-Shana Moghane, montre les braises enflammées, pour souligner son lien avec le foyer des thermes (praefurnium) et comporte également un tisonnier dans l'autre main. Le tisonnier pourrait symboliser la tâche du chauffeur qui était également de superviser la combustion dans le foyer, de corriger si nécessaire l'arrivée d'air pour la bonne combustion du bois ou du charbon. Cela pourrait indiquer également, qu’une certaine habileté était nécessaire pour équilibrer le flux d’air, la température de diffusion de l'air dans l'hypocauste et les tubuli, l'efficacité énergétique et la température de l'eau des bains. La remise en route des thermes après un arrêt complet prenait plusieurs jours et une consommation importante de combustible.

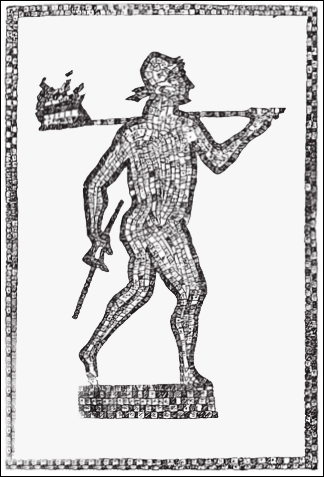
Mosaïque d'un esclave romain portant le feu dans des thermes.

Les thermes, suivant leur importance, pouvaient être soit privés, soit être des bâtiments publics appartenant à la cité ; il existait également des thermes impériaux, sous la responsabilité directe de l'Empereur.
Un ensemble de thermes était dirigé par un directeur (conductor) habituellement contrôlé par la municipalité. Un gardien des thermes (curator operis thermarum ou balnéator) avait pour fonction de superviser le travail de chacun des intervenants sur le site ; le balneator était un homme libre.
Les chauffeurs chargés des foyers étaient des esclaves qui vivaient sur place, ils travaillaient en équipe ; ils avaient pour tâche la continuité de l'alimentation du foyer, à partir du stock de combustible et des ordres du superviseur ou balneator, pour maintenir la bonne température des bassins, à la satisfaction des propriétaires et des utilisateurs des thermes. « La bonne réputation des thermes tenait à ce que soit toujours suffisamment chaud ; le superviseur était tenu pour responsable de la qualité des bains. [...] Les citoyens pouvaient se plaindre au superviseur municipal si les bains n'étaient pas assez chauffés. » Des équipes d'esclaves spécialisés dans l'entretien des thermes devaient également être toujours présents sur le site, afin de réparer rapidement tout défaut pouvant survenir pendant l'occupation des thermes. La maintenance préventive et programmée des thermes par le superviseur devait occuper un certain nombre d'esclaves qualifiés dans le nettoyage des bassins et des aqueducs d'amenée d'eau, la reprise des dalles de marbre ou de mosaïque, les dégradations dues aux infiltrations d'eau, le remplacement des éléments des foyers détruits par le feu. D'autres équipes devaient s'occuper de l'entretien des voies d'accès ainsi qu'aux abords des thermes.

## Techniques et matériaux

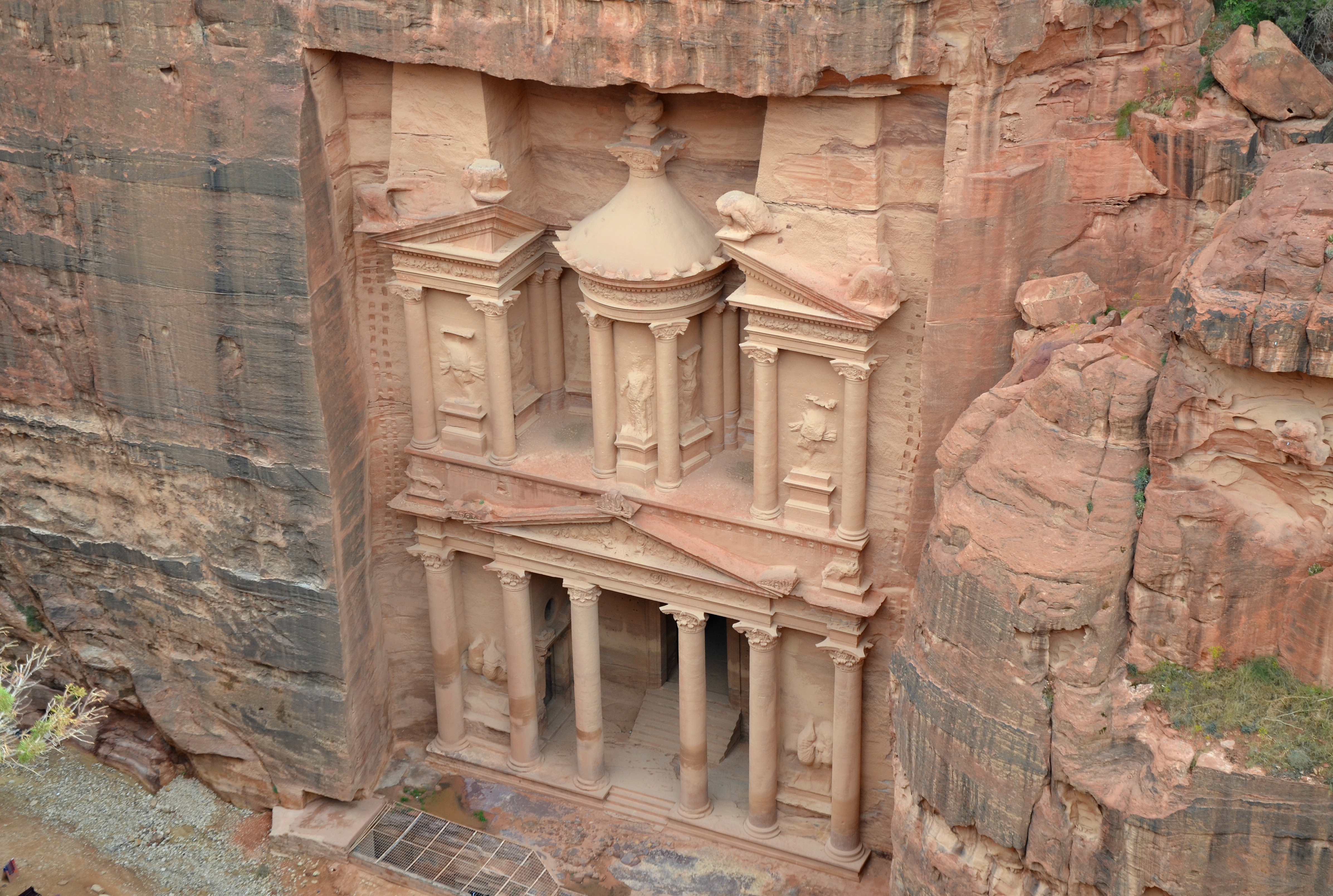
Le Trésor de Pétra est creusé à même la roche.

Les artisans de la cité nabatéenne de Pétra, dans l'actuelle Jordanie, ont prolongé la tradition de l'Asie occidentale en sculptant leurs temples et leurs tombes dans la roche jaune-orange qui définit les canyons et les ravins de la région. Ces structures, datant du Ier siècle av. J.-C. au IIe siècle de notre ère environ, sont particulièrement importantes dans l'histoire de l'architecture en raison de leurs formes expérimentales. Comme les structures servaient de tombes, les intérieurs étaient plutôt sommaires. À Pétra, on trouve même un théâtre où les sièges sont taillés dans la roche.
La production à petite échelle de matériaux ressemblant à du béton a été lancée par les commerçants nabatéens qui ont occupé et contrôlé une série d'oasis et développé un petit empire dans les régions du sud de la Syrie et du nord de la Jordanie à partir du IVe siècle av. J.-C. Ils ont découvert les avantages de la chaux hydraulique, dotée de certaines propriétés d'auto-cimentation, vers 700 avant Jésus-Christ. Ils ont construit des tourailles afin de fournir du mortier pour la construction de maisons en maçonnerie de moellons, de sols en béton et de citernes souterraines étanches. Ils ont gardé les citernes secrètes car elles permettaient aux Nabatéens de prospérer dans le désert. Certaines de ces structures subsistent encore aujourd'hui.

## Architectes et tailleurs de pierre nabatéens

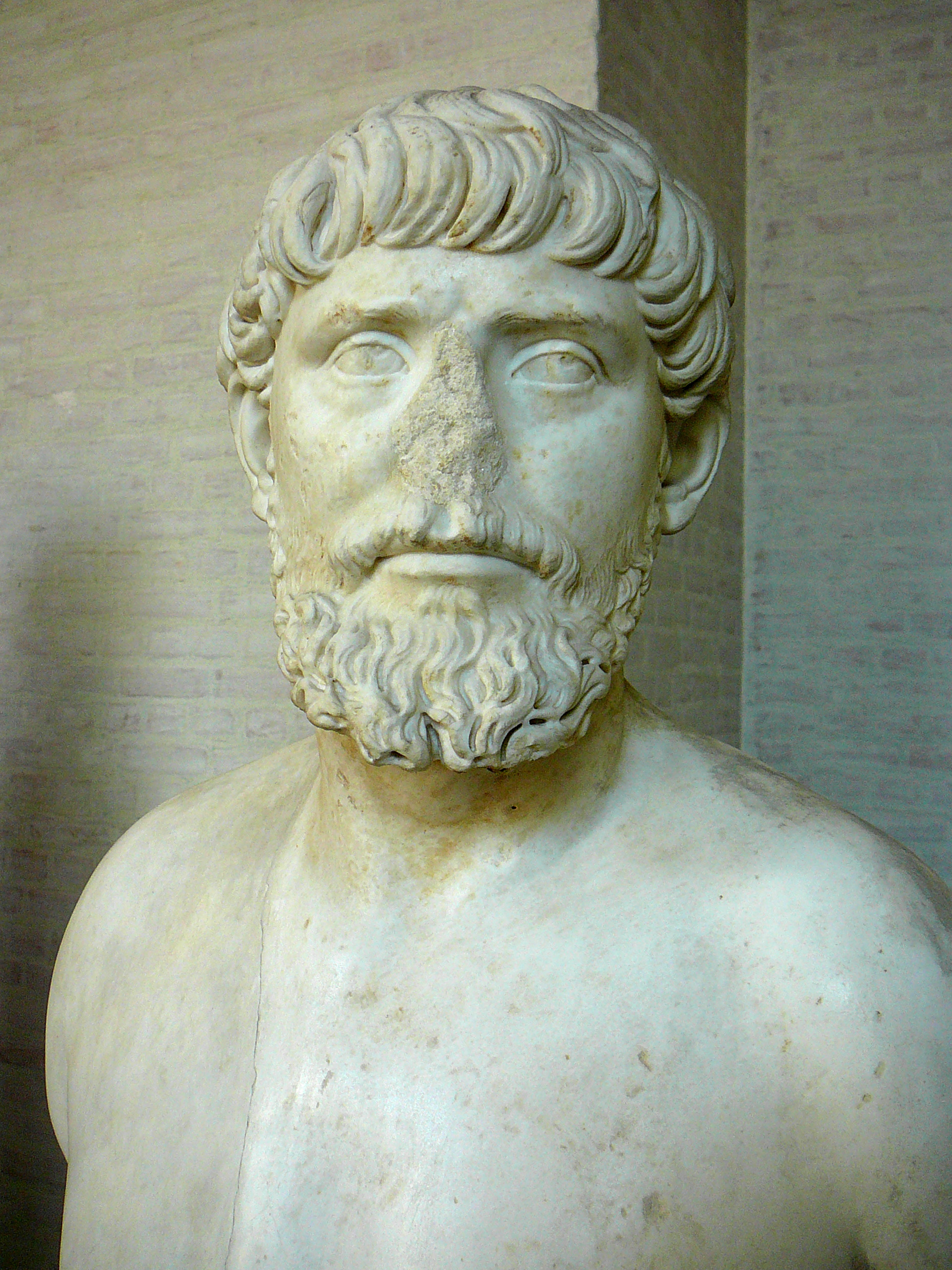
Apollodore de Damas (buste de 130/140 ap. J.-C. dans la Glyptothèque).

Apollodore de Damas est un architecte et ingénieur nabatéen de Damas, en Syrie romaine, qui a prospéré au cours du IIe siècle. Sa production architecturale massive lui a valu une immense popularité à son époque. Il est l'un des rares architectes dont le nom a survécu à l'Antiquité, et on lui attribue l'introduction de plusieurs innovations orientales dans le style impérial romain, comme la généralisation du dôme. Apollodore était l'architecte et l'ingénieur préféré de Trajan. Il a conçu et supervisé la construction du Forum, des Marchés, des Thermes, du Pont, du temple (en), de la Colonne de Trajan (le premier monument de ce type) et du stade de Domitien dans la ville de Rome. En dehors de la capitale, Apollodorus a construit des ponts sur le Danube et le Tage en Espagne et a conçu les arcs de triomphe de Trajan à Bénévent et Ancône. Il est l'auteur d'Engins de siège (Πολιορκητικά), dédié à un empereur non nommé, probablement Trajan.
Wahb'allahi est un tailleur de pierre du premier siècle qui travaillait dans la ville de Hegra. Wahb'allahi était le frère du tailleur de pierre 'Abdharetat et le père de 'Abd'obodat. Il est nommé dans une inscription comme étant le tailleur de pierre responsable de la plus ancienne tombe datable à Hegra dans la neuvième année du roi nabatéen Arétas IV (Ier siècle av. J.-C. - Ier siècle).
'Abd'obodat fils de Wahballahi est un tailleur de pierre nabatéen du Ier siècle qui travaillait dans la ville de Hegra. Il est nommé par des inscriptions sur cinq des façades de tombes typiques de Hegra comme l'artisan exécutant. Sur la base des inscriptions, quatre des façades peuvent être datées des règnes des rois Aretas IV et Malichus II. 'Abd'obodat était manifestement un artisan accompli. Il a succédé à son père Wahb'allahi et à son oncle 'Abdharetat dans au moins un atelier de la deuxième génération d'architectes nabatéens. 'Abd'obodat est considéré comme le principal représentant de l'une des deux grandes écoles de tailleurs de pierre nabatéens, à laquelle appartenaient son père et son oncle. Deux autres façades graves sont attribuées à l'école sur la base de recherches stylistiques ; 'Abd'obodat doit probablement être considéré comme le tailleur de pierre qui a réalisé les travaux.
'Aftah est un tailleur de pierre nabatéen qui devint important au début de la troisième décennie du premier siècle. 'Aftah est attesté dans des inscriptions sur huit des façades de tombes à Hégra et sur une tombe en tant que tailleur de pierre exécutant. Les façades sont datées de la fin du règne du roi Arétas IV. Sur l'une des façades, il a travaillé avec Halaf'allahi, sur une autre avec Wahbu et Huru. Une dixième façade sans inscription a été attribuée à l'école de sculpture 'Aftah en raison de similitudes techniques et stylistiques. Il est le principal représentant de l'une des deux écoles de tailleurs de pierre de la ville de Hegra.
Halaf'allahi est un tailleur de pierre nabatéen qui a travaillé dans la ville de Hegra au premier siècle. Halaf'allahi est nommé dans des inscriptions sur deux tombes à Hégra comme le tailleur de pierre responsable sous le règne du roi nabatéen Arétas IV. La première tombe, qui peut être datée des années 26-27 de notre ère, a été créée avec le tailleur de pierre 'Aftah. Il est donc attribué à l'atelier de 'Aftah. Les architectes et les sculpteurs nabatéens étaient en réalité des entrepreneurs, qui négociaient les coûts de certains types de tombes et de leurs décorations. Les tombes étaient donc réalisées en fonction des désirs et des capacités financières de leurs futurs propriétaires. Les activités de Halaf'allahi en offrent un excellent exemple, puisqu'il avait été chargé de l'exécution d'une tombe simple pour une personne qui appartenait apparemment à la classe moyenne inférieure. Cependant, il était également chargé d'achever une tombe plus sophistiquée pour l'un des responsables militaires locaux.

## Sites architecturaux

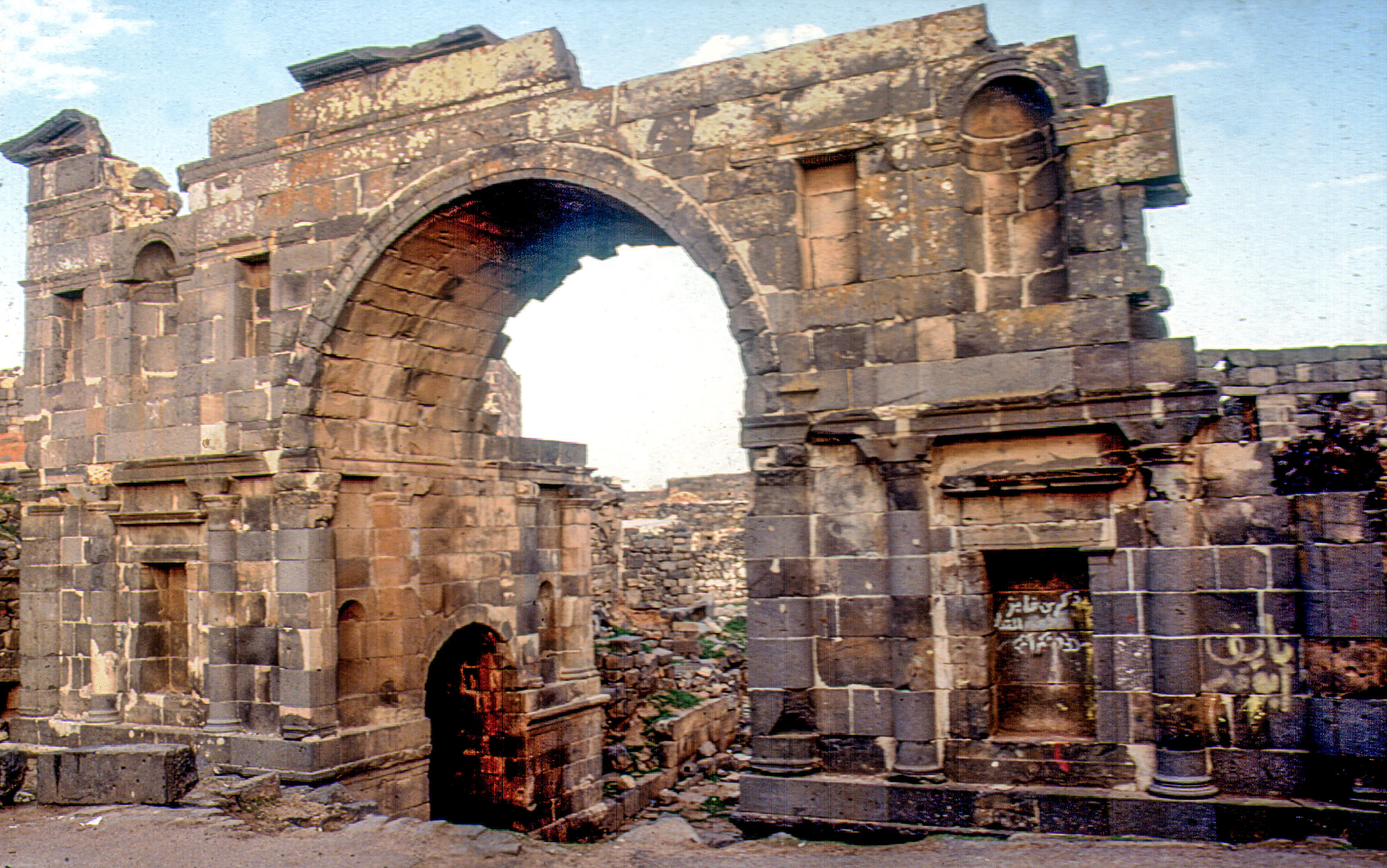
Art nabatéen de Bosra.

- Pétra et la Petite Pétra, en Jordanie
- Bosra, en Syrie
- Madâin Sâlih, au nord de l'Arabie saoudite
- Jabal Al-Lawz, au nord de l'Arabie saoudite
- Shivta, dans le désert de Néguev, en Israël
- Avdat, dans le désert de Néguev, en Israël
- Mamshit, dans le désert de Néguev, en Israël
- Haluza, dans le désert de Néguev, en Israël
- Dahab, dans la péninsule de Sinaï, en Égypte

## Conservation
Pétra, patrimoine mondial de l'UNESCO, est un site à l'intersection du patrimoine naturel et culturel formant un paysage culturel unique. Depuis que Jean Louis Burckhardt, alias Sheikh Ibrahim, a redécouvert la ville en ruines de Pétra, en Jordanie, en 1812, le site du patrimoine culturel a attiré différentes personnes qui partageaient un intérêt pour l'histoire et la culture anciennes des Nabatéens, comme des voyageurs, des pèlerins, des peintres et des savants. Cependant, ce n'est qu'à la fin du XIXe siècle que les ruines ont été systématiquement approchées par les chercheurs en archéologie. Depuis lors, des fouilles archéologiques régulières et des recherches continues sur la culture nabatéenne font partie de l'actuel site de Pétra. Les fouilles menées dans le parc archéologique de Pétra exposent un nombre croissant d'éléments du patrimoine culturel nabatéen à l'impact environnemental. La gestion de l'eau, qui a un impact sur le patrimoine bâti et les façades taillées dans la roche, est une question centrale. La gestion de l'eau, qui a un impact sur le patrimoine bâti et les façades taillées dans la roche, est une question centrale. Le grand nombre de découvertes et l'exposition des structures et des découvertes exigent des mesures de conservation qui respectent le lien entre le paysage naturel et le patrimoine culturel, ce lien étant notamment un défi central pour le site du patrimoine mondial de l'UNECSO.
Ces dernières années, différentes campagnes et projets de conservation ont été mis en place sur le site du patrimoine culturel de Petra. Les principaux travaux se sont d'abord concentrés sur la situation de l'entrée du Sîq pour protéger les touristes et faciliter l'accès. En outre, différents projets de conservation et de recherche sur la conservation ont été menés. Voici une liste de projets, à poursuivre :

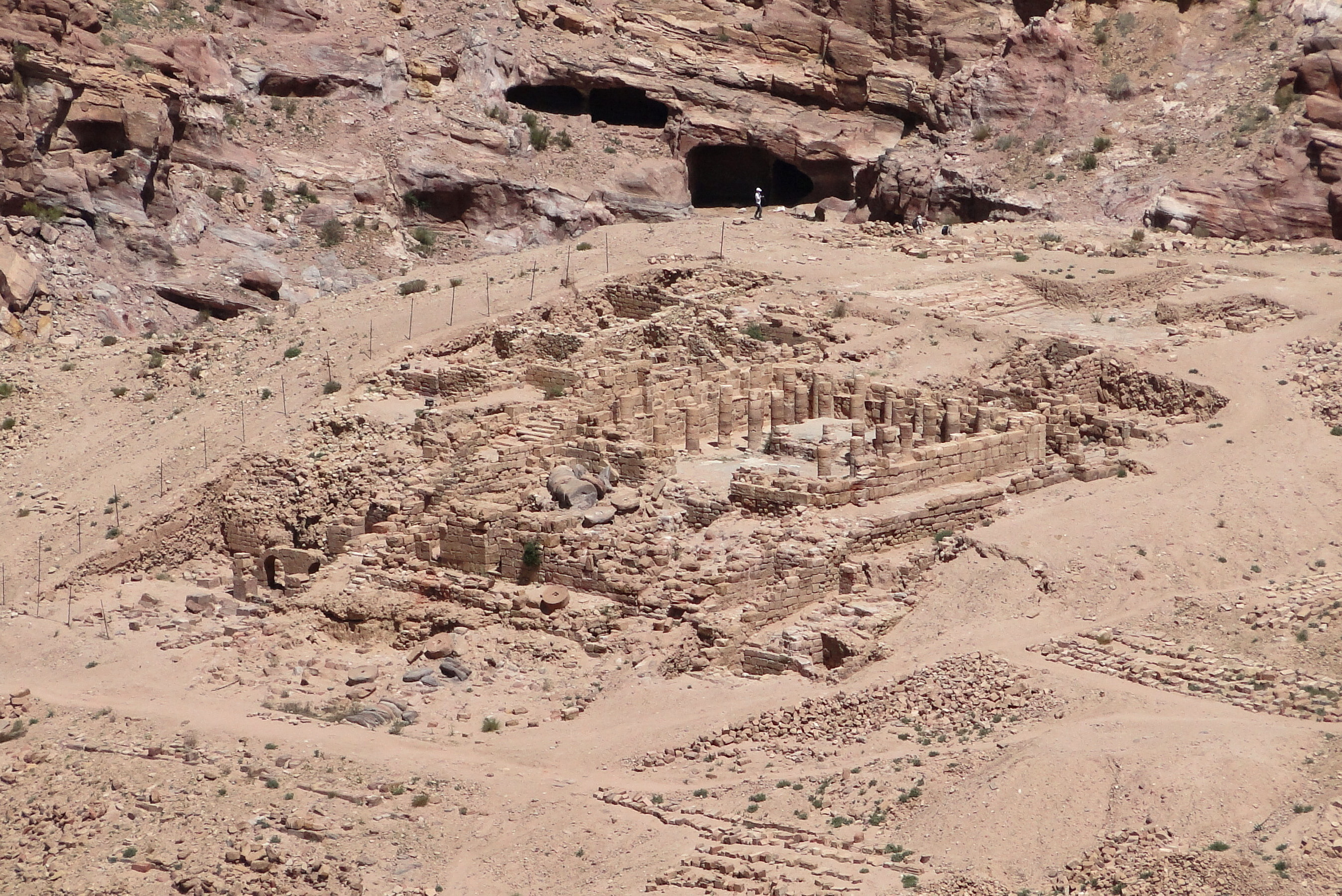
Ruines du Temple des Lions ailés.

- 1958 : Restauration du troisième pilier du bâtiment du Trésor (Al-Khazneh). Ce projet a été financé par l'Agence des États-Unis pour le développement international (USAID).
- 1974-1990 : Travaux de conservation dans la zone de fouilles du Temple des Lions ailés.
- 1981 : Différents travaux de restauration par le Département des Antiquités de Jordanie (en)[163].
- 1985 : Travaux de restauration du temple Qasr El Bint par le Département des Antiquités de Jordanie[164].
- 1990-1998 : Excavation et conservation de l'église byzantine par le Centre américain de recherche (ACOR).
- 1992-2002 : Centre de conservation et de restauration à Petra CARCIP, projet allemand GTZ[161].
- 1993-2000 Fouilles, conservation et restauration du Grand Temple, financées par l'Université Brown[165].
- Depuis 1996 : Restauration du Sîq et réhabilitation du sol du Sîq par le Petra National Trust fondé par le Fonds de contrepartie jordano-suisse, la Direction du développement et de la coopération et le Fonds mondial pour les monuments[166]
- 2001 : Restauration de l'autel devant le Casr Bint Firaun par l'UNESCO
- 2003 : Développement d'un plan de conservation et d'entretien des anciens systèmes de drainage pour protéger les façades taillées dans la roche[160].
- 2003-2017 Évaluation de la désalinisation et de la restauration des façades de la tombe[167].
- 2006-2010 : Préservation et consolidation des peintures murales de Sîq al Barid par le Petra National Trust en coopération avec le Département des Antiquités de Jordanie et l'Institut Courtauld (Londres).
- Depuis 2009 : Nouvel effort pour préserver et réhabiliter le Temple des Lions ailés par l'Initiative de Gestion Culturelle du Temple des Lions Ailés (TWLCRM), le Parc Archéologique de Petra (PAP) et le Département des Antiquités de Jordanie[168].
- 2016-2019 : Caractérisation et conservation des peintures murales et des sculptures de la Pétra nabatéenne The Petra Painting Conservation Project (PPCP)[169] financé par la Fondation allemande pour la recherche (numéro de projet 285789434)[170].